# Basilique de la Nativité de Bethléem
Pour les articles homonymes, voir Église de la Nativité.
La basilique de la Nativité (كنيسة المهد) à Bethléem, de nos jours en Cisjordanie, dans les Territoires palestiniens occupés, est l'une des plus vieilles églises du monde, bâtie selon la tradition, sur le lieu présumé de la naissance de Jésus de Nazareth. Elle a été érigée au IVe siècle par l'empereur romain Constantin Ier et restaurée sous Justinien au VIe siècle.
Classée au patrimoine mondial de l'UNESCO depuis 2012, la basilique reçoit chaque année plus de deux millions de visiteurs. Dans le même temps, elle est inscrite sur la liste du patrimoine mondial en péril, qu'elle quitte en 2019.

## Historique

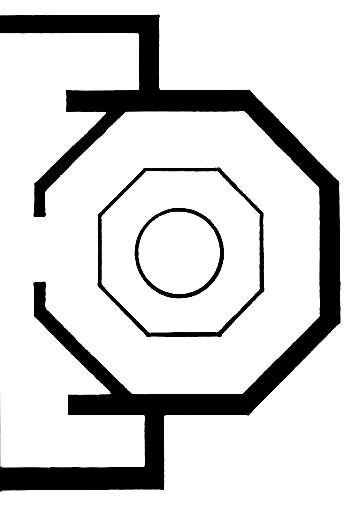
Reconstitution de l'abside octogonale du IVe siècle clôturée par un chancel et dont l'autel central serait bâti selon la tradition juste au-dessus de la grotte de la Nativité.

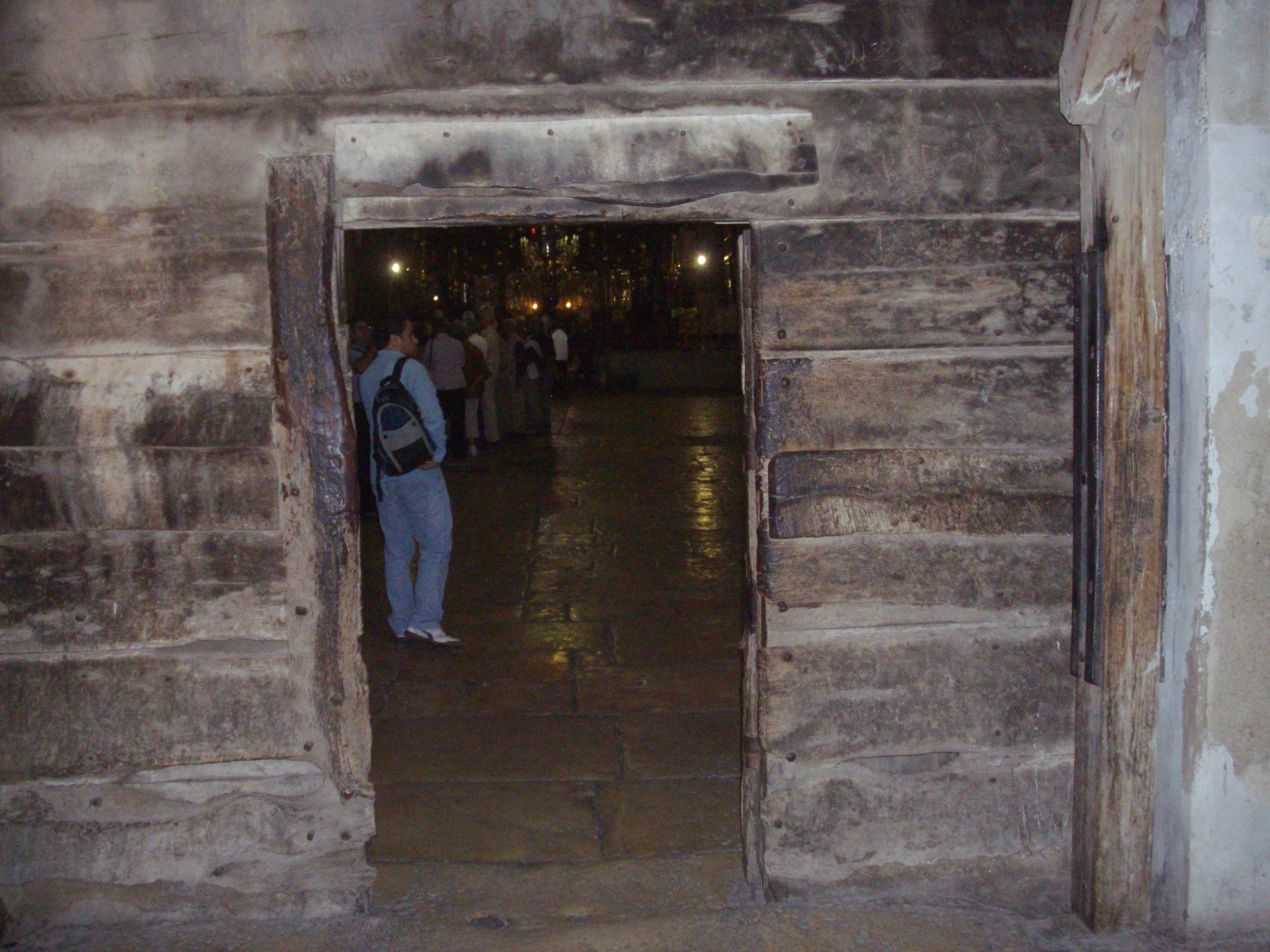
Porte en bois du narthex (don du roi d'Arménie Héthoum Ier en 1227) donnant accès à la nef.

### Historicité du lieu de naissance de Jésus
D'après l'évangile selon Luc, Jésus est né à Bethléem en Judée dans une étable car ses parents n'ont pas trouvé un espace approprié dans la καταλυματι (kataluma, « salle haute, salle de séjour »), terme qui ne se traduit pas par « hôtellerie », « auberge » ou « relais de caravansérail » mais désigne plus probablement la chambre prévue pour les hôtes, ce qui suggère que la Sainte Famille logeait chez des proches,. L’évangile selon Matthieu raconte que les Rois mages adorent l’enfant à Bethléem même, dans une oikos (« maisonnée », domus de la Vulgate). Le thème légendaire de la naissance dans une grotte en dehors de la ville où s'est réfugiée la sainte Famille, est une tradition plus tardive qui se développe au IIe siècle, d'abord dans le Dialogue avec Tryphon écrit vers 160 par l'apologète chrétien Justin de Naplouse puis dans le Protévangile de Jacques.
Le récit de la naissance ne doit pas faire l'objet d'une lecture littéraliste mais appartient au registre littéraire du merveilleux et à la théologie métaphorique. En effet, les récits de l'enfance de Jésus de Matthieu et Luc « posent de nombreux problèmes littéraires et historiques, tant leur écriture apparaît tardive, relevant plutôt du merveilleux à la manière des récits d'enfance du monde judéo-hellénistique ».
Concernant la localité qui a vu naître Jésus, les historiens hésitent entre le berceau familial de Nazareth, où il passera toute sa jeunesse, le village de Capharnaüm qui apparaît dans les Evangiles comme le centre de sa mission, voire la bourgade de Chorazeïn à laquelle Jésus semble particulièrement attaché. Les exégètes voient dans les récits de Luc et Matthieu, situant chacun la naissance de Jésus à Bethléem en Judée, une rédaction plutôt théologique que factuelle  - les évangélistes ayant probablement voulu démontrer que Jésus répondait bien là à la prophétie de Michée selon laquelle le Messie attendu par les Juifs doit descendre de la lignée du roi David dont Bethléem est la ville.

### Site sacré antique
Fort de cette origine évangélique, Origène d'Alexandrie dans son œuvre polémique Contre Celse écrite en 248 atteste de la vénération attachée à la grotte bethléémitaine dès le IIIe siècle.
La première basilique sur ce site est commandée par l'impératrice Hélène, sous le patronage de son fils l'empereur Constantin Ier. Sous la supervision de l'évêque de Jérusalem Macaire, la construction débute en 327 et est achevée en 333.  La basilique aurait été consacrée en présence de l'impératrice Hélène le 31 mai 339. Selon une tradition qui trouve ses origines dans les écrits d'Eusèbe de Césarée et d'Égérie, l'abside octogonale de l'église aurait été bâtie juste au-dessus de la grotte dans laquelle on descendait par un escalier. On peut toutefois soutenir que ces textes d'apologétique chrétienne visent le Kathisme, à environ trois kilomètres du village en direction de Jérusalem.
Jérôme de Stridon qui s'est installé et a fondé un monastère à Bethléem en 386 (selon une tradition, la basilique abrite une grotte appelée « cellule de Jérôme » et où il aurait traduit la Bible), écrit en 395 dans une lettre à Paulin de Nole qu'avant la construction de l'église constantinienne qui a resanctifié le lieu, la grotte recevait un culte chrétien qui fut transformé par les païens depuis les jours de l'empereur romain Hadrien en 135 jusqu'au règne de Constantin. Selon Jérôme, le site était alors ombragé par un bosquet, bois sacré dédié à Thammous, hétéronyme d'Adonis. Les biblistes actuels penchent plutôt pour le phénomène inverse : le lieu aurait été initialement voué au culte d'Adonis et ce n'est que secondairement qu'il aurait été christianisé.

### Sanctuaire médiéval

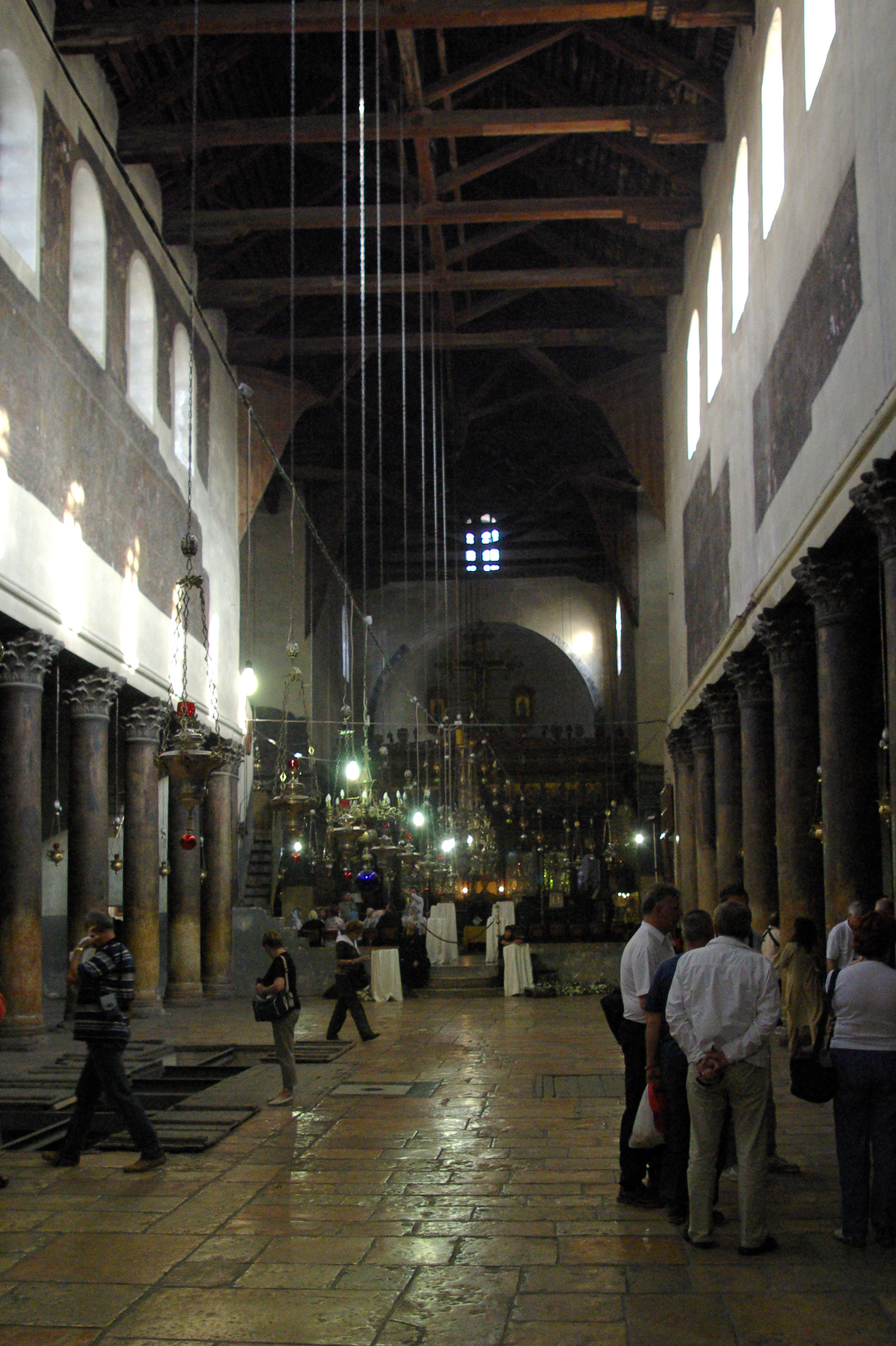
L'intérieur. Avec ses colonnes antiques, ses architraves et sa claire-voie de fenêtres hautes, la nef est typique de l'architecture paléochrétienne, de plan basilical.

Ce premier édifice aurait été incendié pendant la révolte des samaritains de 529 ou 556 contre l'occupant byzantin.
La basilique actuelle est reconstruite, dans sa forme actuelle, en 565 par l'empereur Justinien qui décide d'ériger un édifice plus vaste (allongement de la nef au détriment de l'atrium, ajout des transepts) pour répondre à l'évolution de la liturgie. Ces travaux de Justinien sont uniquement attestés par Eutychius d'Alexandrie mais on sait qu'à cette époque, la basilique de Bethléem apparaît avec le vocable de Sainte-Marie, la Vierge Marie suscitant une nouvelle vénération depuis le concile d'Éphèse qui proclame le dogme du Théotokos en 431.
Lors de l'invasion perse de 614, sous le règne de Khosro II, la structure n'est pas altérée. Selon la légende, le commandant perse Schahr-Barâz ordonne que le bâtiment soit épargné, car il est ému de la représentation des Rois mages portant des vêtements perses, à l'intérieur de l'église. Une seconde légende veut que l'église ait été épargnée par les musulmans qui dominent la religion. Alors que le décret en 1099 du « calife fou » fatimide du Caire al-Hakim ordonne la destruction des églises et des synagogues, la basilique de la Nativité est préservée par les musulmans qui ont obtenu le droit d'exercer leur culte dans le transept sud depuis la prise de Bethléem par le calife Omar ibn al-Khattâb en 634. En réalité, le clergé est attaché au sanctuaire et les chrétiens du pays devaient verser de grosses rançons aux musulmans pour que la basilique soit préservée.
Les Croisés font des réparations et des ajouts à l'édifice pendant la période du Royaume de Jérusalem avec la permission et l'aide accordée par l'empereur byzantin. Baudouin de Boulogne, premier à porter le titre de roi de Jérusalem, est couronné dans l'église. La basilique est notamment fortifiée pour la protéger des raids des tribus nomades du désert, des envahisseurs successifs ou de moines fanatiques, ce qui lui donne son aspect extérieur actuel massif. Ainsi en 1099, le chevalier Tancrède fait de Bethléen un fief normand que le pape érige en évêché en 1100.

### Bethléem sous domination musulmane

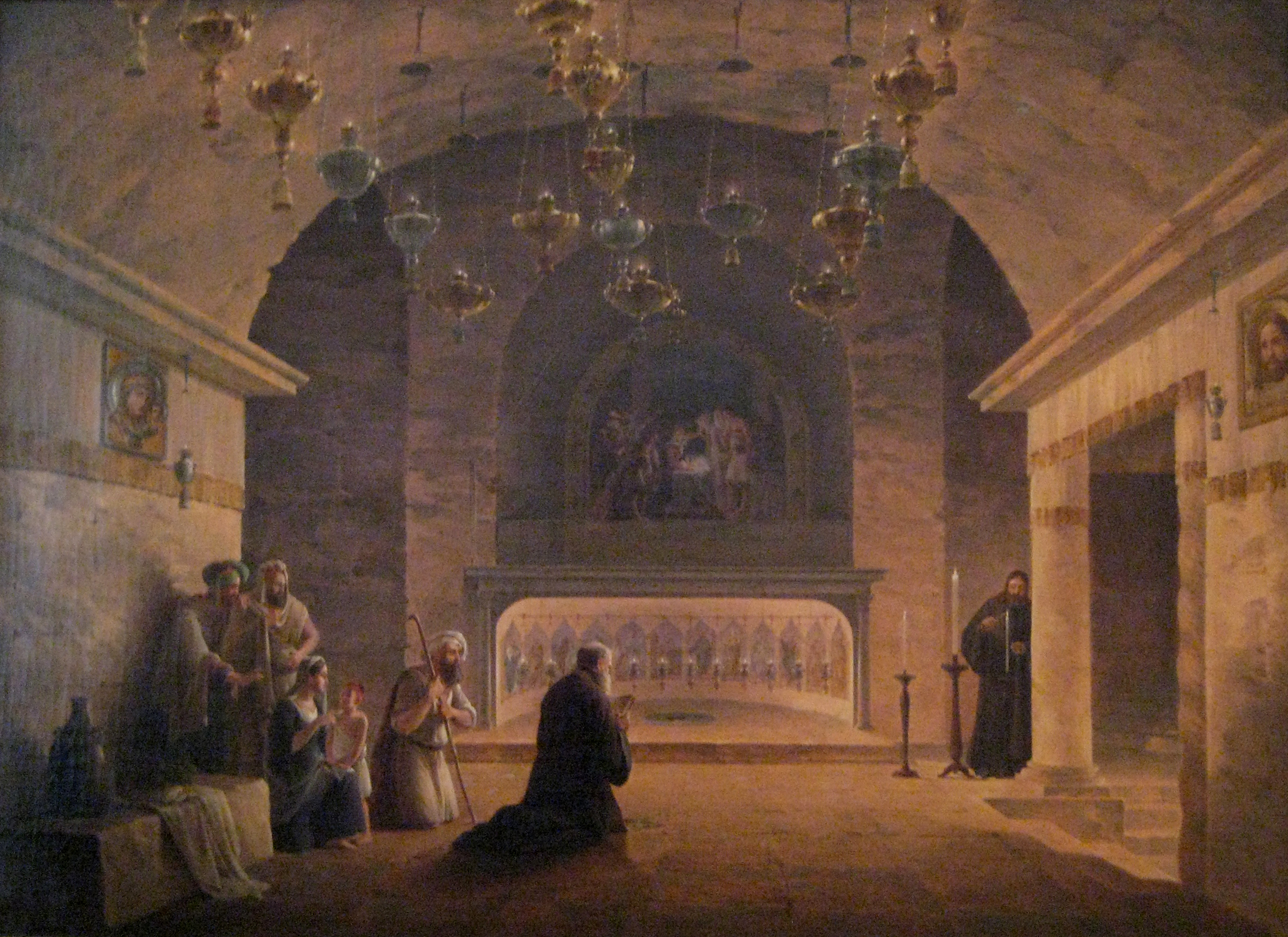
Peinture de la Grotte de la Nativité, 1833.

La ville est reprise en 1187 par Saladin, reprise par les Croisés puis par les mamelouks d'Égypte au XIIIe siècle. L’Ordre franciscain envoie des missions en Terre sainte dès le XIIIe siècle. Une de ces missions s’établit définitivement à Bethléem en 1347, année qui voit le sultan accorder aux franciscains la garde de la grotte puis le droit de jouir de la basilique et de subvenir à son entretien.
Sous domination musulmane jusqu'au XIXe siècle, la basilique subit un déclin comme la ville. Des restaurations sont parfois autorisées mais l'église n'échappe pas aux détériorations et aux pillages. Le moine Félix Fabri en pèlerinage en Terre sainte dans la seconde moitié du XVe siècle compare l'intérieur de l'église à « une grange sans foin ».
La fumée des cierges et des lampes à huile, de même que l’habitude d’attacher des tableaux, altèrent les mosaïques au cours des siècles et la basilique subit de nombreuses restaurations. La basilique survit à des tremblements de terre en 1834 et 1837, et un incendie en 1839 mais sa structure et son mobilier continuent à se dégrader.
Le contrôle grandissant de l'Église orthodoxe grecque sur l'administration de la basilique se traduit par son intervention en 1842 lorsqu'elle obtient un firman ottoman pour diriger la restauration de l'édifice : réfection de la charpente et des lames de plomb de la toiture, vestiges des mosaïques de l'époque croisée encastrées dans un enduit de chaux, sol dont les marbres avaient été pillés désormais pavé de grosses dalles de pierre.
En 1847, le vol de l'étoile incrustée sous l'autel de la Nativité, vol que les Latins attribuent aux grecs orthodoxes (ces derniers n'auraient pas accepté que l'inscription gravée soit rédigée en latin), est une des causes directes de la participation française à la guerre de Crimée contre la Russie.

### Statu quo

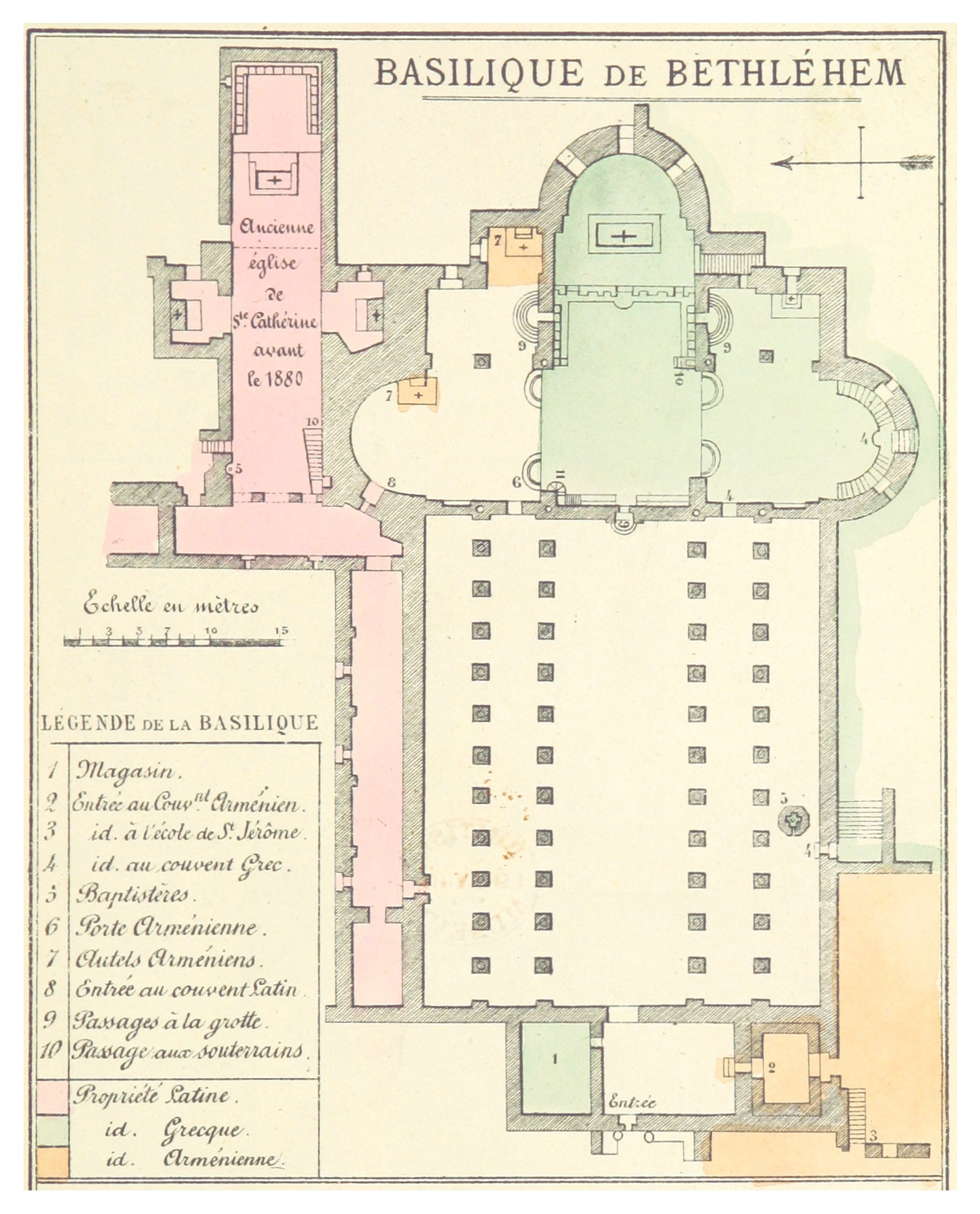
Plan de la basilique et propriétés en 1881.

L'église est actuellement administrée conjointement par l'Église orthodoxe de Jérusalem, l'Église catholique et l'Église apostolique arménienne. Toutes les trois maintiennent des communautés monastiques sur le site.
Un firman a fixé, en 1852 sous l'Empire ottoman, les droits, devoirs, privilèges et titres de propriétés des diverses autorités ecclésiastiques qui ont la garde des Lieux saints. Ce « statu quo », toujours en vigueur à ce jour, est garanti par le traité de Berlin (1878).
- L’Église orthodoxe de Jérusalem possède la partie principale de la basilique, l'ensemble des cinq nefs, le chœur et le transept sud dans la basilique, ainsi que l'autel de la Nativité dans la grotte.
- L'Église apostolique arménienne possède le transept nord et l'autel. Et, occasionnellement, l'autel de la Nativité dans la grotte.
- Le Patriarcat latin de Jérusalem possède l'autel de l'Adoration des Mages dans la grotte de la Mangeoire. Mais, également, l'étoile d'argent située sous l'autel de la Nativité.

### Coopération et rivalité dans le contrôle du sanctuaire

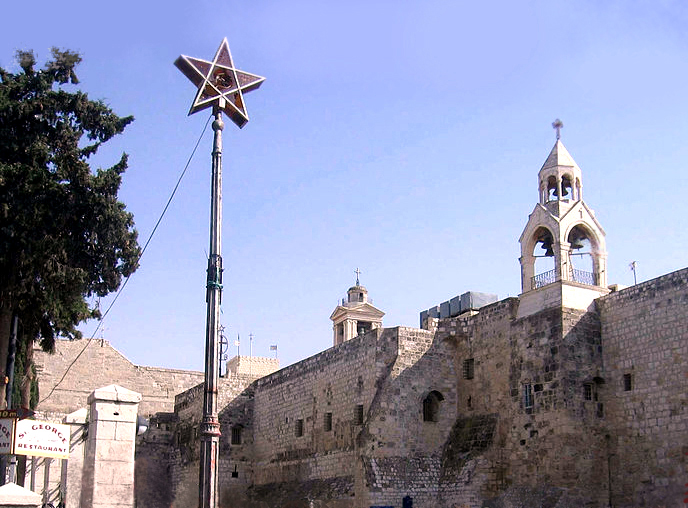
Place de la Nativité, avec le clocher du monastère arménien en avant-plan et le campanile du monastère grec orthodoxe en arrière-plan.

Le statu quo et la cohabitation habituellement fonctionnelle entre les trois Église se partageant le sanctuaire n'empêche pas la rivalité séculaire pour le contrôle spatial et temporel du sanctuaire de perdurer. Cela se traduit par des conflits réguliers, dont les plus graves éclatent lors de la préparation des cérémonies solennelles impliquant la participation concomitante de plusieurs Églises, et notamment lors du nettoyage de la basilique.
Ces conflits peuvent aller dans les cas extrêmes jusqu'à l’agression physique (deux Franciscains tués en 1893, cinq prêtres et deux policiers blessés en 2007, une rixe en 2011) des représentants du clergé de ces Églises ou jusqu'à constituer un des casus belli de la guerre de Crimée.

### Siège de 2002
De mars à avril 2002, l'armée israélienne réalise l'Opération Rempart en Cisjordanie après une vague d'attaques meurtrières contre des Israéliens, et dans le cadre de ces opérations militaires de grande envergure, Bethléem est occupé et des militants palestiniens sont poursuivis par Tsahal. Le 1er avril 2002, environ 200 activistes palestiniens dont certains armés et considérés par Israël comme des terroristes, appartenant au Fatah, au Hamas ou au Jihad Islamique palestinien, trouvent refuge dans l'église, accompagnés par plusieurs dizaines de moines ou religieuses,.

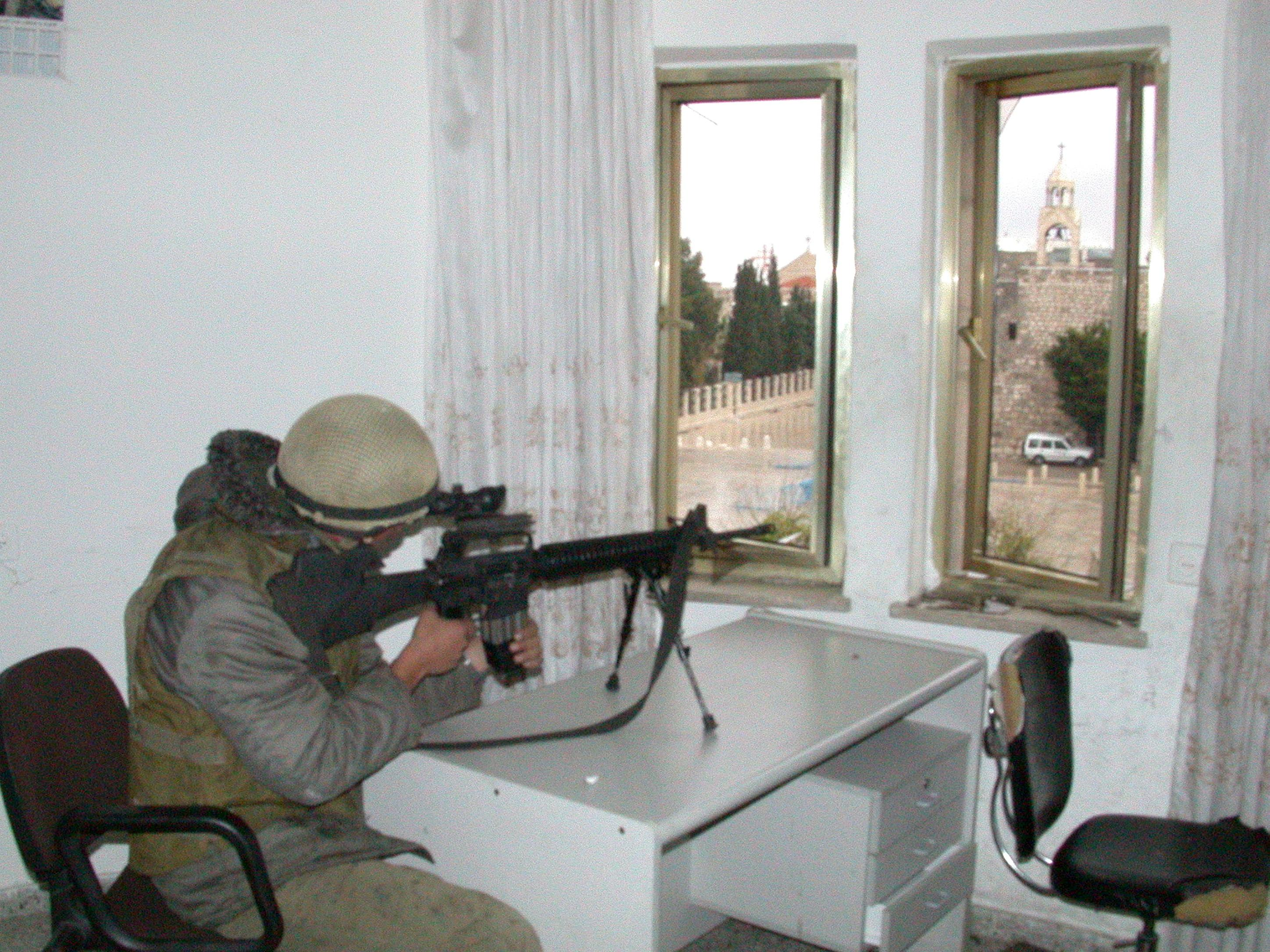
Tireur d'élite israélien pendant le siège de la basilique, le 3 avril 2002.

Le 4 avril, Samir Ibrahim Salman, le sonneur de l'Église, a reçu plusieurs balles dans la poitrine par un tireur d'élite israélien et est décédé. Le 5 avril, 4 moines franciscains ont quitté l'église sous escorte israélienne. Des sources israéliennes ont déclaré qu'on leur avait dit que le clergé avait été pris en otage, tandis que des sources de l'ordre franciscain ont affirmé qu'ils étaient des « otages volontaires » déterminés à rester afin d'exprimer leur solidarité avec les Palestiniens et d'éviter les effusions de sang.
Le 7 avril, la Cité du Vatican a averti Israël de respecter les sites religieux conformément à ses obligations internationales. Le porte - parole Joaquin Navarro-Valls a déclaré que le Vatican suivait les événements "avec une extrême appréhension". Un porte-parole des moines catholiques de Terre Sainte a accusé les Israéliens d'"acte de barbarie indescriptible".
Le 10 avril, un moine arménien a également été blessé, abattu, selon un porte-parole israélien, parce qu'il portait des vêtements civils et semblait être armé. 
Le 11 avril, le chef de l'ordre franciscain, Giacomo Bini a formellement demandé que les Palestiniens soient autorisés à quitter l'église avec la garantie que leur vie soit protégée et que l'eau et l'électricité soient restituées à l'église tandis que le porte-parole de l'ordre a rappelé Juifs israéliens du rôle que l'ordre franciscain avait joué dans la protection des Juifs de l' Holocauste en leur offrant un sanctuaire pendant la Seconde Guerre mondiale. L'agence de presse du Vatican Fides a rapporté que ces appels ont été rejetés par le gouvernement israélien avec les mots : « Arrêtez de nous déranger ».
Après 39 jours de siège, le 22 mai, un accord est conclu entre les belligérants : l'armée israélienne lève le siège et les Palestiniens évacuent l'église. Ils s'exilent à Chypre, en Europe et dans la bande de Gaza sans être poursuivis,. A l'intérieur de l'église, les dégâts provoqués par plus d'un mois de siège sont nettoyés,.

## Ensemble architectural

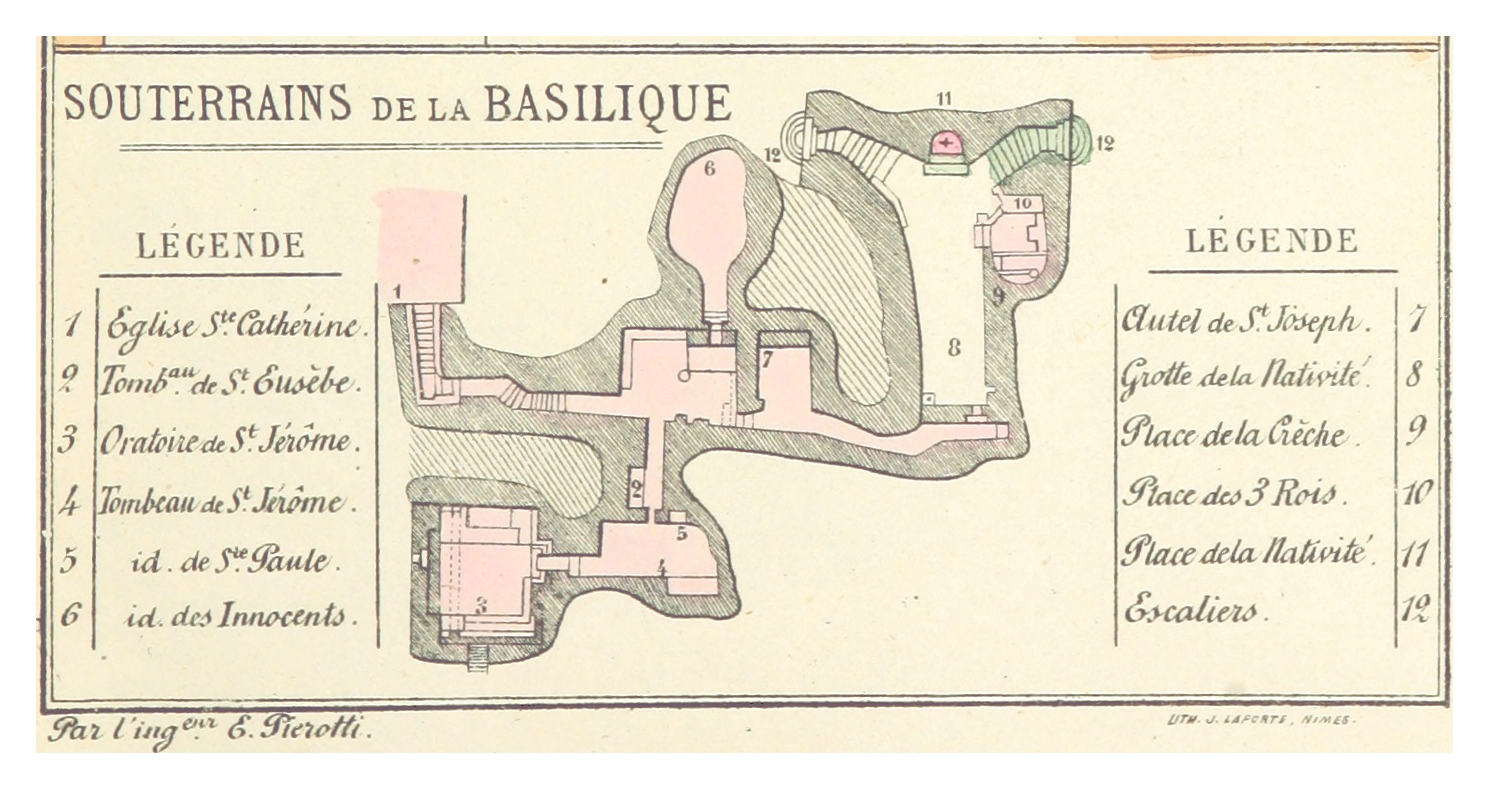
Plans souterrains de la basilique, 1882.

La basilique fait partie d'un vaste complexe monumental qui couvre une superficie de près de 12 000 m2 et comprend les monastères latin (au nord), grec orthodoxe (au sud-est, dont le cimetière longe le collatéral sud de la basilique), arménien (au sud-ouest) et l'église catholique de Sainte-Catherine-d'Alexandrie. Il est également environné d'hôtels pour accueillir les pèlerins et de nombreux oratoires. L'accès à la basilique se fait par une grande cour pavée, la place de la Mangeoire (en) qui mène au parvis du sanctuaire. Appelé « place de la Nativité », ce parvis correspond à l'atrium originel de l'église byzantine. Des fouilles archéologiques devant l’entrée ont mis au jour des réservoirs dont on peut reconnaître, dans le dallage rénové de l'esplanade, les bouches d’ouverture.
L'ensemble architectural basilical actuel est, en fait, une combinaison des deux églises et d'une crypte - la grotte de la Nativité - où Jésus a vu le jour, selon la tradition.

### Basilique de la Nativité

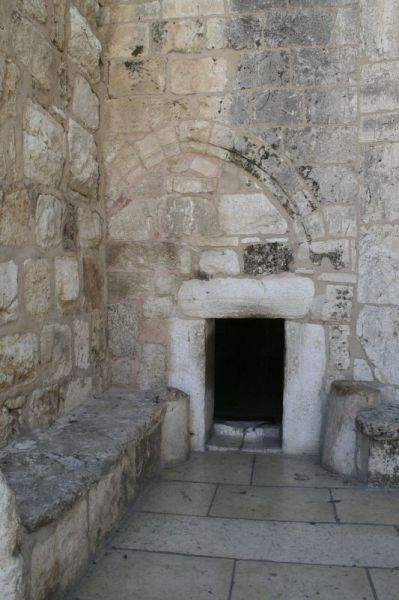
Porte de l'Humilité (78 cm de large pour 130 cm de hauteur) qui mène au narthex.

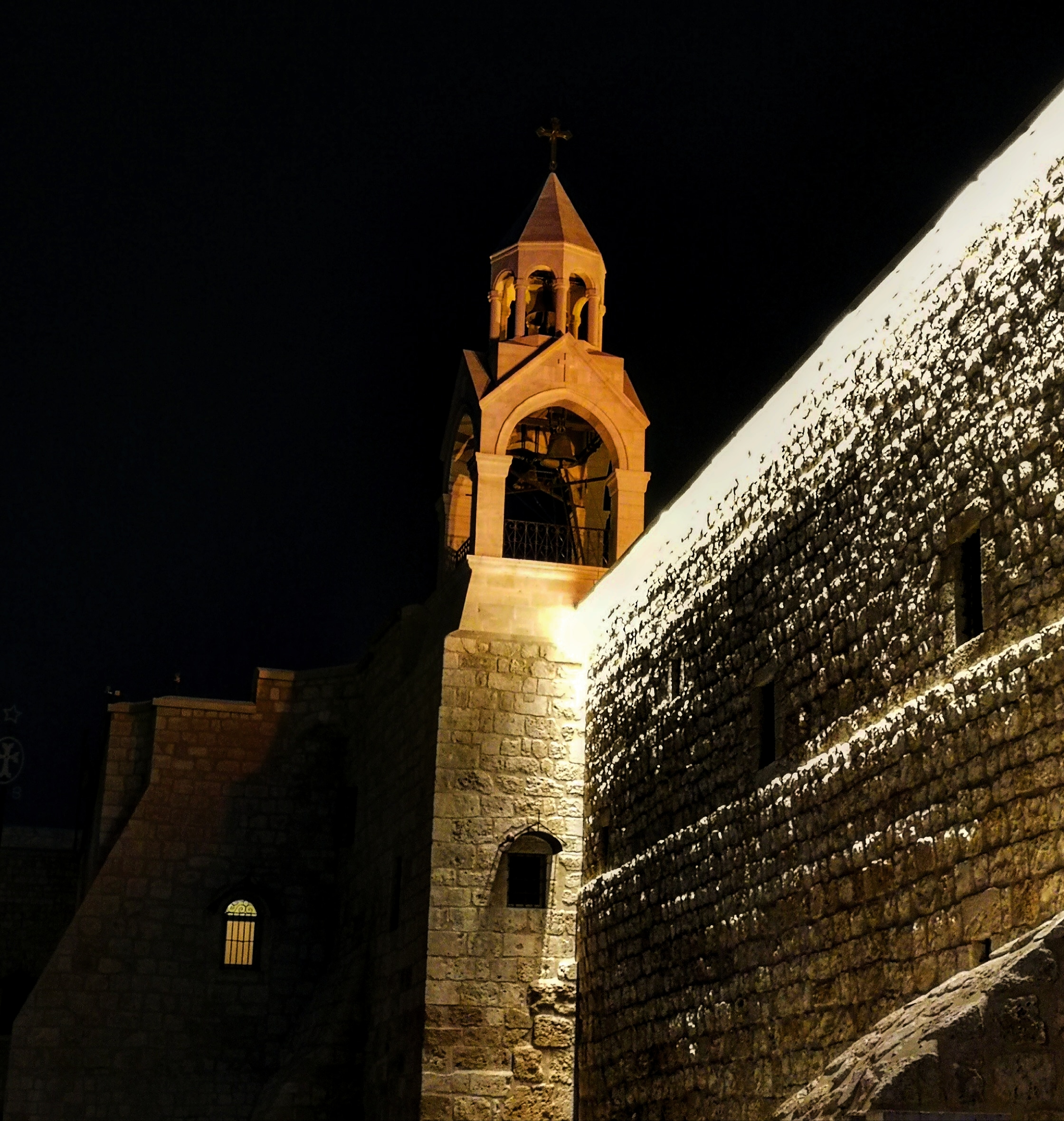
La basilique de nuit. Janvier 2018.

La façade occidentale résulte d'une série de transformations (bien visibles au niveau des baies ou du toit) qui masquent son élévation originelle. Elle comportait au VIIe siècle trois entrées, seule la porte centrale subsiste, les deux latérales ayant été condamnées : la porte de gauche est murée par un contrefort au XVIe siècle ; celle à droite a laissé place à un mur du monastère arménien contigu dont la cour servait à accueillir les pèlerins. L'entrée actuelle était à l'origine une porte centrale monumentale construite sous Justinien (sa hauteur atteignait la corniche actuelle).
Les Croisés fortifient l'église et réduisent la porte justinienne au XIIe siècle probablement pour se protéger des envahisseurs ou conserver l'impression de grotte (l'arc brisé gothique au-dessus de la porte actuelle est un vestige de cette porte de l'époque croisée). Elle est à nouveau abaissée après 1515 et réduite à sa forme (entrée rectangulaire avec jambages et architrave) et dimension actuelle afin d'assurer la sécurité du lieu. Selon la tradition, elle a été construite très basse pour éviter l'entrée de combattants ottomans à cheval et pour forcer le fidèle à se baisser, d'où son nom de « Porte de l'Humilité ». Certains Juifs orthodoxes refusent d'emprunter cette porte. Cette entrée sert également de sortie, ce qui n'est pas sans danger en cas d'urgence, comme un incendie par exemple.
La clé de la porte est aux mains des orthodoxe qui l'ouvrent à l'aube et la ferment vingt minutes avant le coucher du soleil.

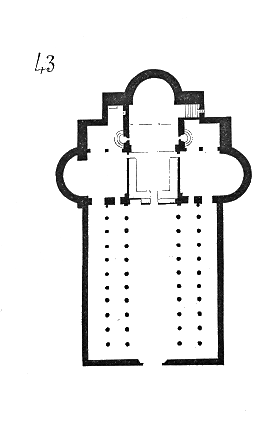
Plan de l'église.

L'église est conçue comme une basilique romaine classique.
Le narthex justinien est la propriété des Grecs orthodoxes. Il comportait à l'origine trois portes mais là aussi deux ont été condamnées et il ne subsiste que la porte centrale en bois du XIIIe siècle.
La nef principale, sans mobilier (conformément à la tradition grecque orthodoxe) est bordée de quatre collatéraux délimités par quatre colonnades, chacune composée de 11 colonnes de calcaire rose de Bethléem, aux chapiteaux colonnes corinthiennes en marbre blanc. Les colonnes portent de nombreux graffiti de pèlerins et l'une d'elles est percée de quatre trous en forme de croix : une tradition pour les visiteurs est de placer leurs doigts dans ces trous, à l'instar de Marie qui aurait placé sa main, et qu'à l'issue de leur prière adressée à la Vierge, leur vœu soit exaucé.
De 30 des 44 colonnes portent des fresques peintes de saints à l’époque croisée. La diversité du projet iconographique de ces peintures suggère l'existence de plusieurs commanditaires individuels. L'ensemble rectangulaire forme un rectangle de 53,9 m de longueur pour 26,2 m de largeur tandis que le transept fait 35,82 m. Les murs latéraux sont couverts partiellement de mosaïques byzantines restaurées de 1165 à 1169 mais dont il ne reste que des parties. Le plancher original, de style roman, a été recouvert, mais il est percé de trappes en bois qui permettent de voir une partie des mosaïques constantiniennes d'origine. Les poutres de la charpente en cèdre ont été données au XVe siècle par le roi Édouard IV d'Angleterre. Pour couvrir le toit, ce même roi a également fait don de plomb, mais celui-ci a été pris ultérieurement par les Turcs, qui l'ont fondu pour les munitions qu'ils ont utilisées dans la guerre contre Venise.
Les Grecs orthodoxes gardent le maître-autel devant lequel ils ont élevé une grande iconostase dorée, et l'autel de la circoncision dans le transept sud. La chapelle arménienne dans le transept nord comprend l'autel de la Vierge et l'autel des trois rois mages.
L'église possède également un ensemble complexe de lampes éternelles suspendues. L'accès aux monastères grec et arménien se fait par des portes situées sur le côté sud. Au nord, se trouve l'accès à l'église franciscaine de Sainte-Catherine. L'abside est à l'extrémité orientale du sanctuaire. D'orientation générale est-ouest, l'abside et le sanctuaire sont tournés vers l'est. Les escaliers de chaque côté du sanctuaire permettent d'accéder à la Grotte par des marches irrégulières.

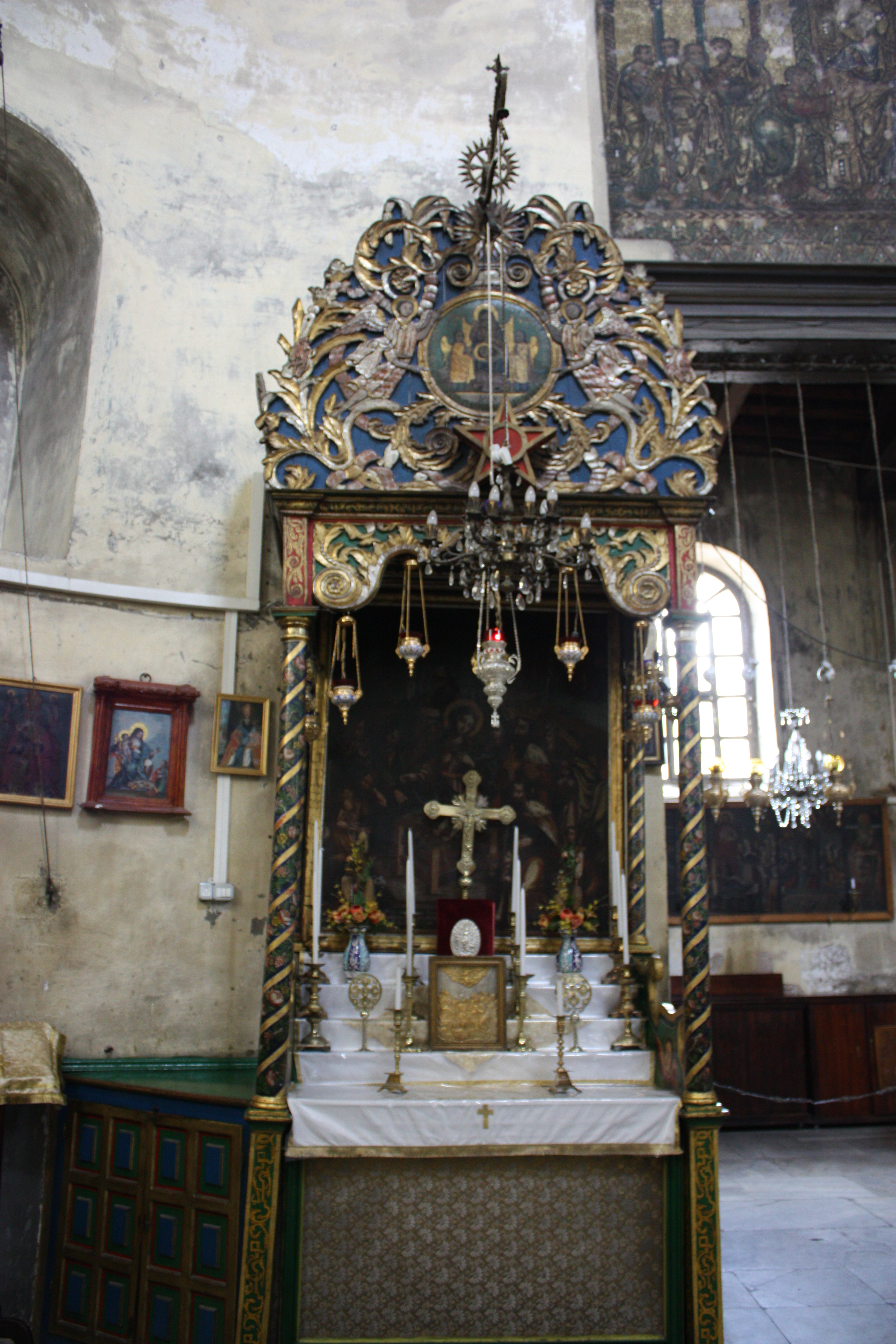
Autel de la Vierge.
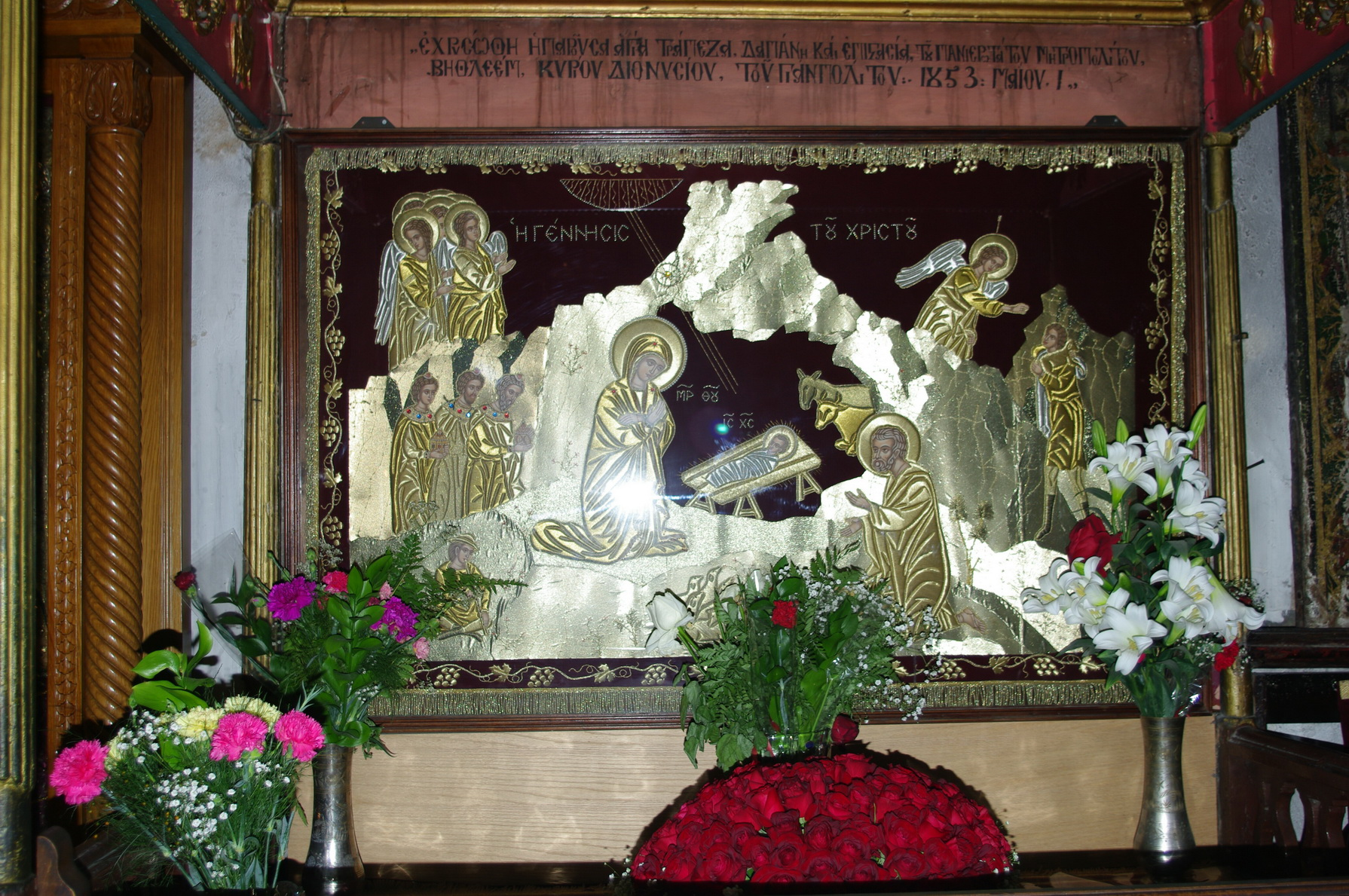
Autel de la circoncision.
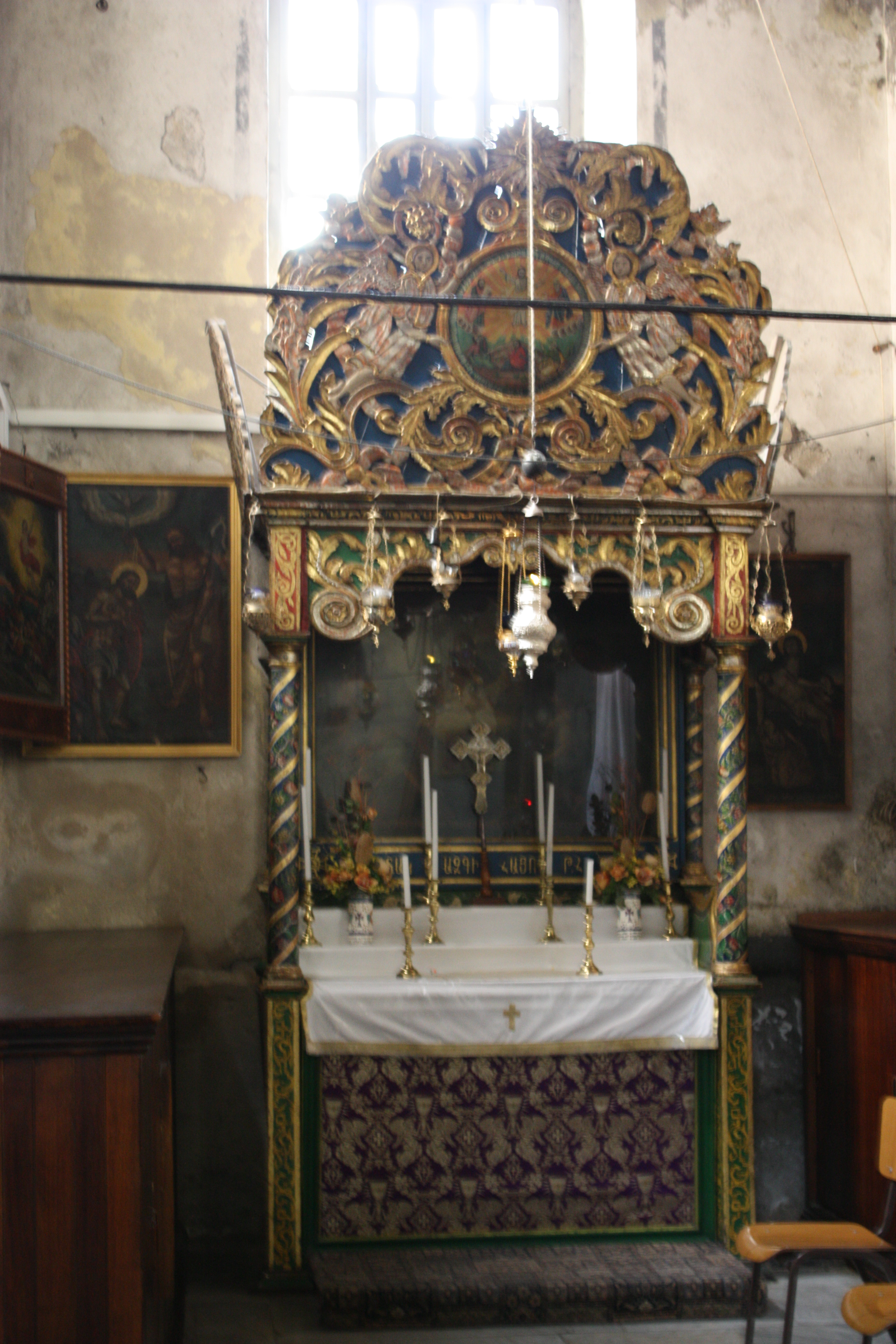
Autel des trois rois mages.
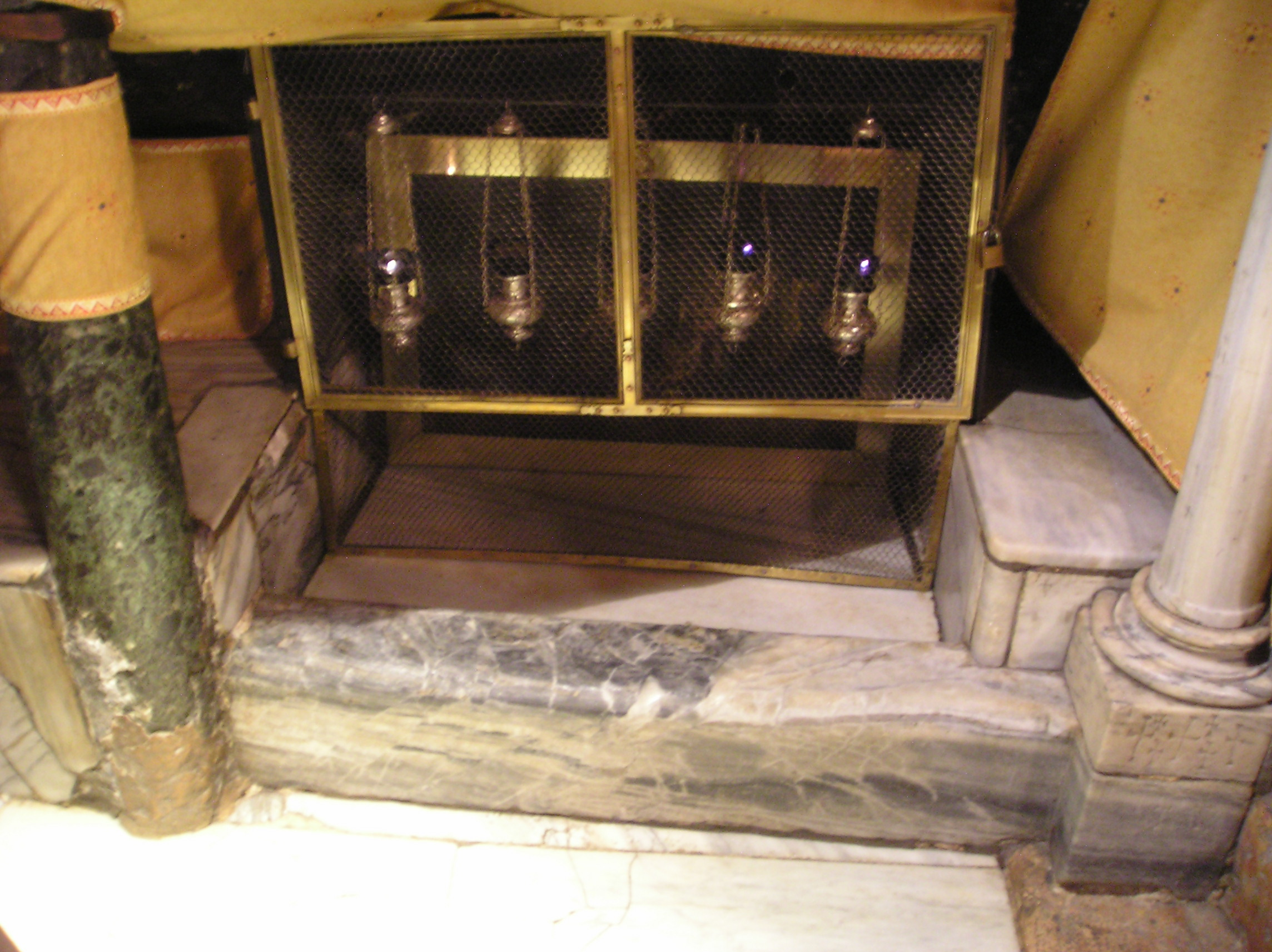
Chapelle de la Mangeoire.
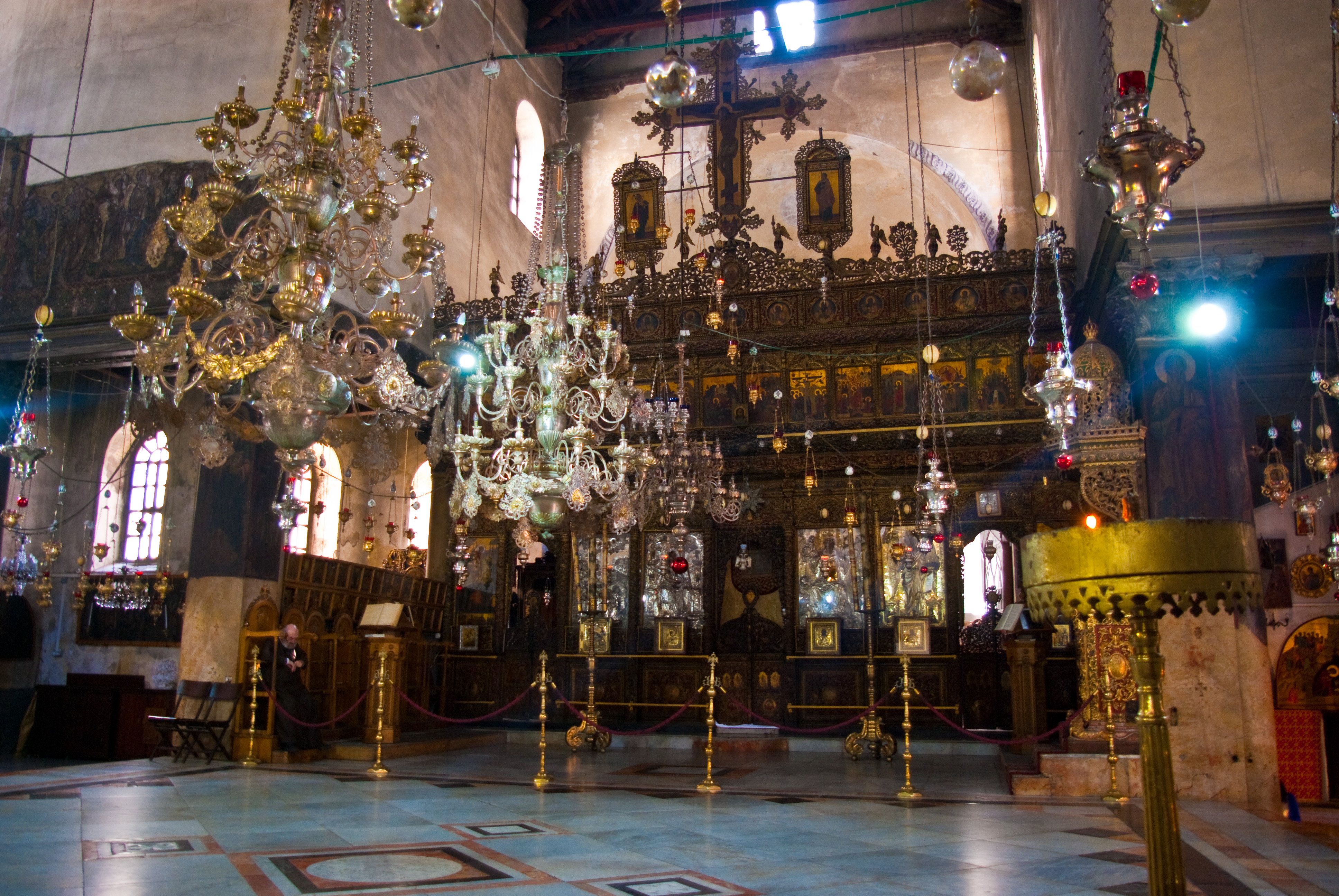
Iconostase.

### Grotte de la Nativité

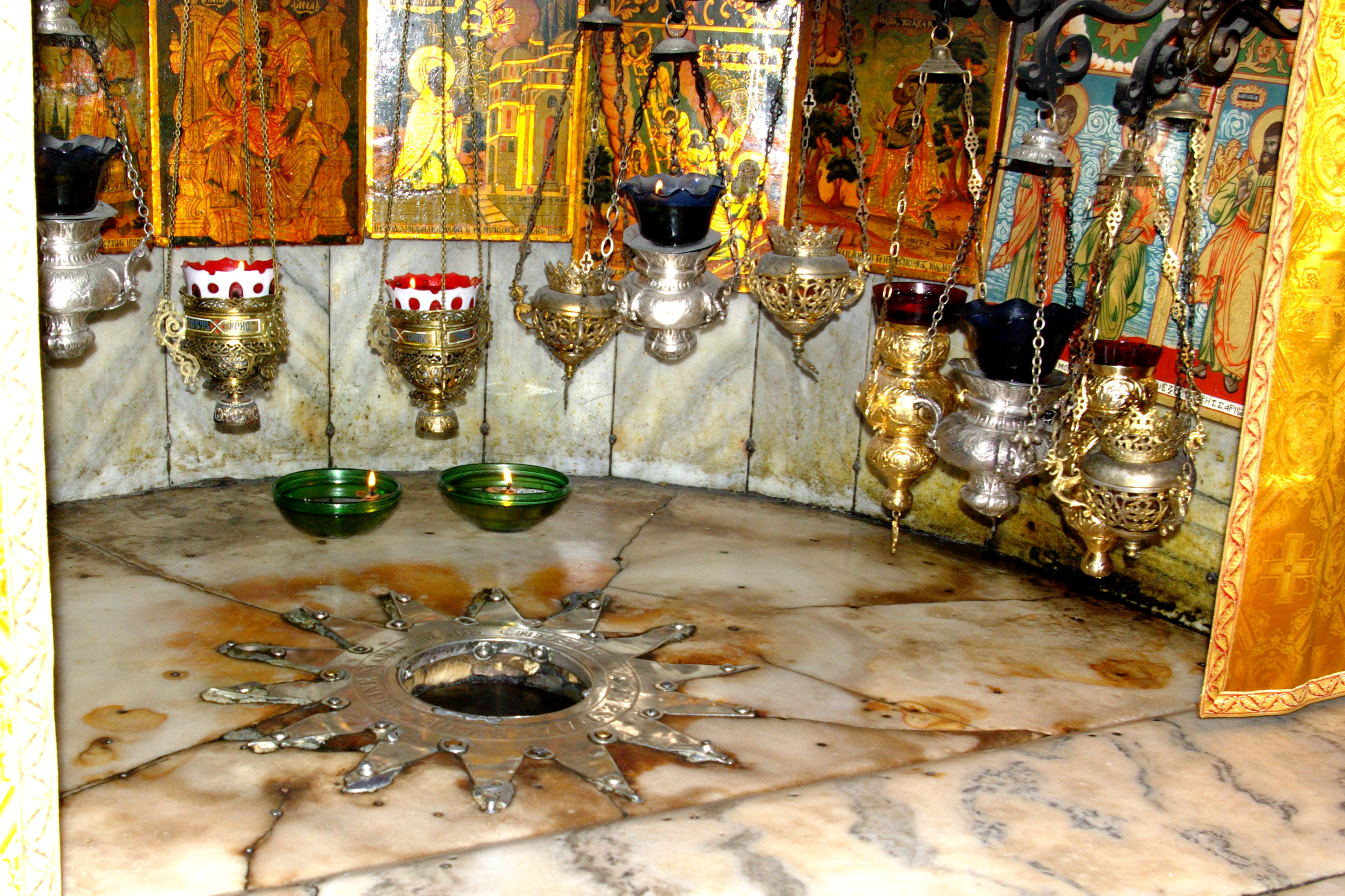
Étoile à quatorze branches figurant le lieu de la nativité.

Située sous la basilique, la grotte rectangulaire de 12,3 m de long, 3,5 m de large et 3 m de hauteur, illuminée par 53 lampes, consacre le site où Jésus serait né selon la tradition chrétienne. Ses parois naturelles, décorées à l'époque de Constantin, sont recouvertes de marbre à l’époque byzantine. Deux escaliers latéraux semi-circulaires, construits à l'époque justinienne, mènent à deux portes en bronze, de la même époque, qui permettent d'accéder à la Grotte. Devant l'afflux de pèlerins, la visite est très réglementée (file d'attente, timing assuré par un factionnaire, entrée par la porte sud, sortie par la porte nord).
Selon la tradition, l'endroit exact est indiqué sous l'« autel de la Nativité » (autel mis en place à l’époque byzantine, dans une niche) par une étoile en argent à quatorze branches (représentant les 14 stations du chemin de croix ou symbolisant les trois séries de quatorze générations entre Abraham et Jésus), percée d'un trou qui permet au pèlerin d'embrasser la roche originelle (lissée par le passage de millions de mains de pèlerin) car le reste du sol est recouvert de marbre. Cette étoile a fait l'objet de conflits internationaux : installée par les catholiques en 1717, elle est enlevée par les Grecs en 1847, ce qui est un des éléments déclencheurs de la guerre de Crimée. Elle est finalement remise en place par le gouvernement turc en 1853. Incrustée dans le sol de marbre, l'étoile est entourée par 15 lampes d'argent brûlant jour et nuit (six appartenant aux Grecs orthodoxes, quatre aux catholiques et cinq aux Arméniens) et a comme inscription en latin « Hic de Virgine Maria Iesus Christus natus est » (« ici naquit Jésus-Christ de la Vierge Marie »).
Cet autel est un lieu neutre, même s'il est essentiellement sous l'influence de l'Église apostolique arménienne. Les murs de la grotte sont en partie recouverts de marbre, de draperies de soie et de bougran dont les couleurs sont changées en fonction du calendrier liturgique. Les trous dans les draperies permettent d'accéder au mécanisme faisant descendre les lampes suspendues. Un autre autel dans la grotte (l'« autel de la mangeoire » appelé aussi « autel de la crèche » exclusivement utilisé par les Latins), mis au jour par les catholiques, marque traditionnellement le lieu où Marie a installé le nouveau-né dans la mangeoire. En face, se trouve l'« autel de l'adoration des trois mages » que décore un tableau représentant cet événement.

Ces deux autres autels sont exclusivement utilisés par les Latins qui s'y rendent en procession la nuit de Noël pour y porter un petit Jésus dans un berceau d'or. Selon la tradition, les premiers chrétiens y vénéraient comme relique une mangeoire d'argile qui fut remplacée, sous l'empereur Constantin, par une crèche d'argent aujourd'hui disparue. Les Franciscains ont construit un passage souterrain pour pouvoir accéder directement à la grotte depuis leur cloître. 

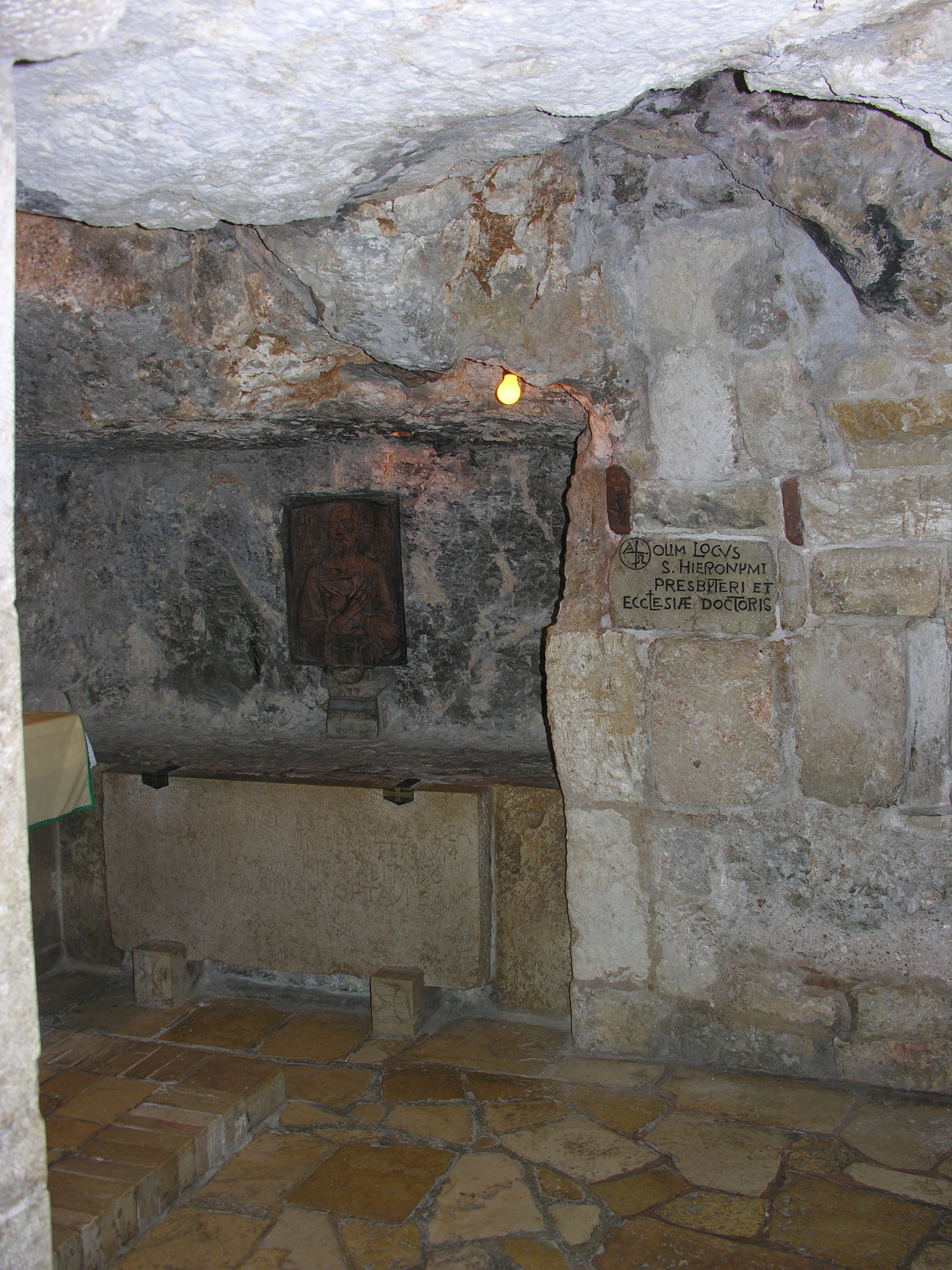
Chapelle de Saint-Jérome.

Trois parois de la grotte sont recouvertes d’amiante, don de Patrice de Mac Mahon en 1874, afin d’éviter un nouvel incendie comme celui de 1869 qui a détruit les riches tapisseries latines. Sous ce revêtement, les marbres originels sont encore visibles. Sur les parois sont suspendues des peintures sur bois d’aucune valeur artistique ainsi que des tentures dégradées par la fumée des cierges et par les mains des pèlerins frottant ces reliques de contact.

#### Autres grottes
La crypte de la Nativité est en communication avec un réseau plus ou moins naturel de grottes qui furent choisies dès le IIIe siècle comme tombes par des chrétiens voulant être inhumés ad sanctos (près de la grotte de la Nativité) du sanctuaire prébyzantin. Certaines ont été transformées en chapelles :
- la chapelle Saint-Joseph, commémorant l'apparition de l'ange à Joseph lui commandant de fuir en Égypte (Matthieu 2:13);
- la chapelle des Innocents, commémorant le massacre des enfants par Hérode (Matthieu 2:16-18);
- la chapelle de Saint-Jérôme (restaurée dans les années 1962-1964) où, selon la tradition, Jérôme de Stridon a traduit la Bible en latin (la Vulgate).

La tradition place dans l'une de ces grottes le tombeau de saint Jérôme, en face celui de sainte Paule et de sainte Eustochium. Cette tradition n'a aucune valeur historique.

### Église Sainte-Catherine d'Alexandrie

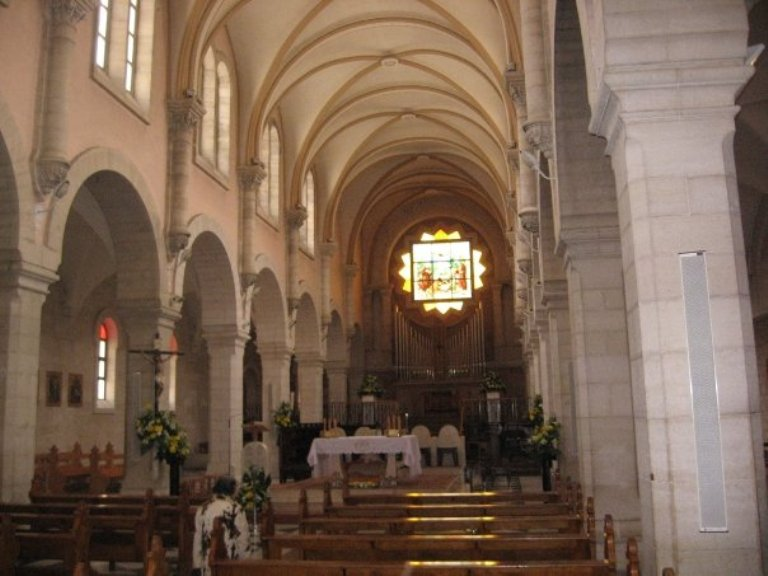
Eglise Sainte-Catherine d'Alexandrie (originellement dite « Eglise du Mahdi »).

Attenante à la basilique, l'église Sainte-Catherine est construite par les Franciscains en 1882, sur les ruines d'une église et d'un monastère des Augustins datant des Croisades. Elle a été agrandie et modernisée en fonction de l'évolution liturgique qui a suivi le Concile Vatican II et pour asseoir la présence des Franciscains à l'extérieur de la basilique depuis qu'ils en ont perdu le contrôle à l'intérieur. 
Un escalier situé dans la nef sud de l'église permet d'accéder à des grottes, taillées dans la roche, abritant des chapelles. L'une d'elles est communément reconnue pour être celle dans laquelle, en 384, Jérôme de Stridon traduisit la Bible en latin.
Les fondations d'un monastère byzantin se trouvent sous le cloître de l'église. Une porte à l'angle sud-ouest du cloître permet d'accéder à la chapelle des croisés (XIIe siècle). Ses murs sont décorés de fresques murales, partiellement restaurées en 1950.

## Préservation du site
Au fil des années, les infiltrations et les tremblements de terre successifs ont fragilisé la toiture charpentée de l'église originellement en cèdre du Liban et qui fut restaurée au XVe siècle par les franciscains avec du bois de mélèze et au XIXe siècle par l'Église grecque orthodoxe avec du chêne d'Anatolie. La basilique est inscrite depuis 2008 sur la liste des cent sites les plus menacés de l'observatoire des monuments mondiaux créé par le Fonds mondial pour les monuments : 

« L'état actuel de l'église est préoccupant. Les poutres de la charpente sont pourries et n'ont pas été remplacées depuis le XIXe siècle. L'eau de pluie qui s'infiltre dans le bâtiment, non seulement accélère la pourriture du bois et porte atteinte à l'intégrité structurelle du bâtiment, mais endommage également les peintures et mosaïques murales du XIIe siècle. La présence d'eau augmente significativement les risques de court-circuit et d'incendie d'origine électrique. Si un autre tremblement de terre, de l'ampleur de celui de 1834, venait à se produire, le résultat serait très probablement catastrophique. …Il est à espérer que son inscription sur cette liste encouragera à sa préservation, notamment en incitant ses trois gardiens  - l'Église orthodoxe grecque, l'Église orthodoxe arménienne et l'ordre franciscain - à travailler ensemble, ce qui ne s'est pas produit depuis des centaines d'années. Le gouvernement israélien et l'Autorité palestinienne devraient également travailler ensemble pour la protéger. »

De plus, les icônes, les fresques et les tapisseries sont recouvertes de suie par les lampes à huile.

### Patrimoine mondial
Alors que l'Autorité palestinienne demandait depuis plusieurs années de l'inscrire au patrimoine mondial de l'UNESCO, invoquant le délabrement de l'édifice, les trois Eglises (catholique, grecque orthodoxe et arménienne apostolique) ne parvenaient pas à s'entendre sur les rénovations à entreprendre et les autorités israéliennes mettaient en doute l'urgence du classement de l'édifice et dénonçait une opération politique. Après examen, le toit de l'édifice nécessitait des réparations mais l'urgence de ces travaux n'allait pas de soi non plus pour le Conseil international des monuments et des sites de l'Unesco, qui a jugé que la basilique n'était pas « sous une menace imminente ».
Néanmoins, en 2002, la basilique s'ajoute à la liste des sites reconnus en péril par l'Unesco et le 29 juin 2012, elle devient le premier site palestinien au Patrimoine mondial. Dans cette démarche de revalorisation de l'église, Israël et les Etats-Unis dénoncent une motivation strictement politique de la part de l'Autorité palestinienne,.
Après des travaux de restauration, la basilique est retirée le 2 juillet 2019 de la liste du patrimoine mondial en péril.

### Restauration

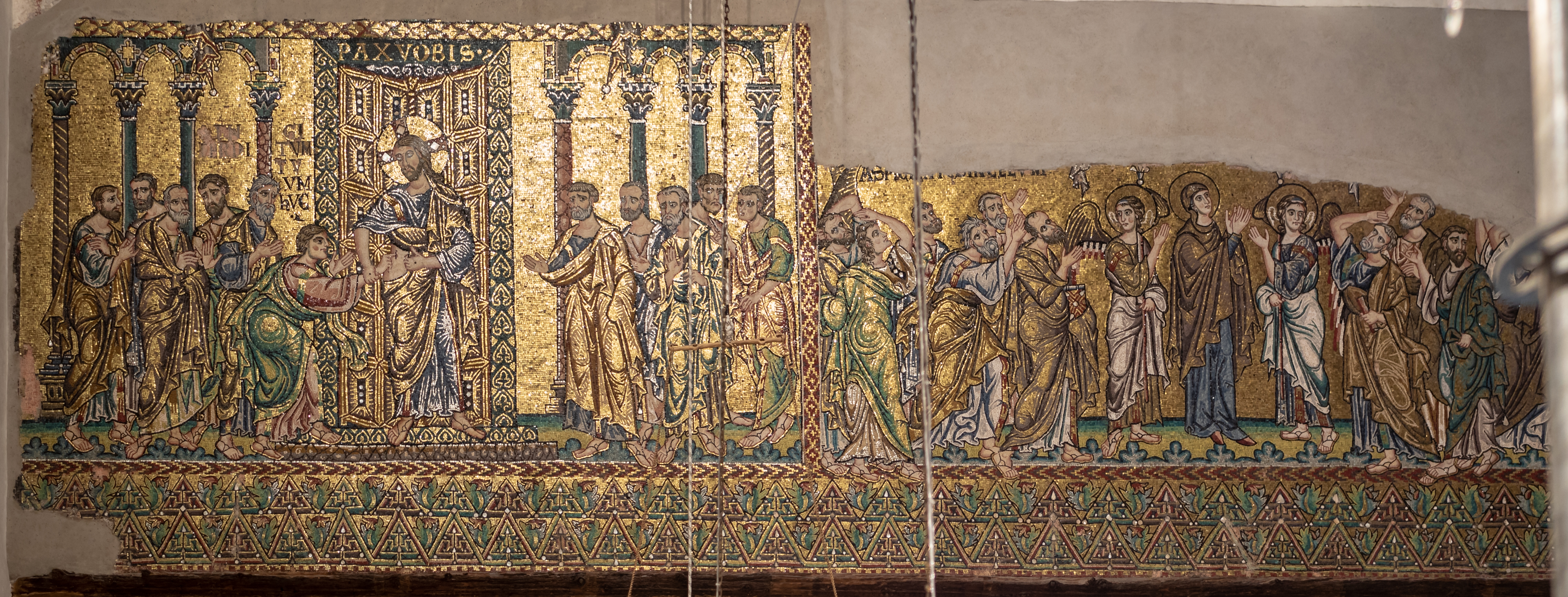
Mosaïque de style byzantin récemment nettoyée dans la nef.

L'Autorité palestinienne s'est engagée à restaurer l'église de la Nativité, les travaux devant durer plusieurs années et coûter 15 millions d'euros,. Les frais de la toiture (à hauteur de 740 000 euros) sont couverts par l'Autorité et le secteur privé palestinien, ainsi que par des dons venus de Hongrie, de France, du Vatican, de Grèce et de Russie.
La première tranche du chantier de restauration qui se concentre sur la toiture débute en décembre 2013 sous l'égide d'un groupe italien sélectionné par l'Autorité palestinienne à la suite d'un appel d'offres international - ceci dans une optique de conservation du patrimoine et non pas dans l'optique de rendre le lieu « propre »,. Trente tonnes de poutres en chêne convoyées depuis l'Italie via le port israélien d'Ashdod sont nécessaires à sa réfection.
En décembre 2018, l'équipe toscane en charge annonce officiellement que ses caméras thermiques ont mis au jour un septième ange sur la fresque des mosaïques murales byzantines de la basilique ; il était dissimulé sous une couche de plâtre depuis plus d'un siècle et demi. Actuellement, les touristes peuvent à nouveau l'admirer.

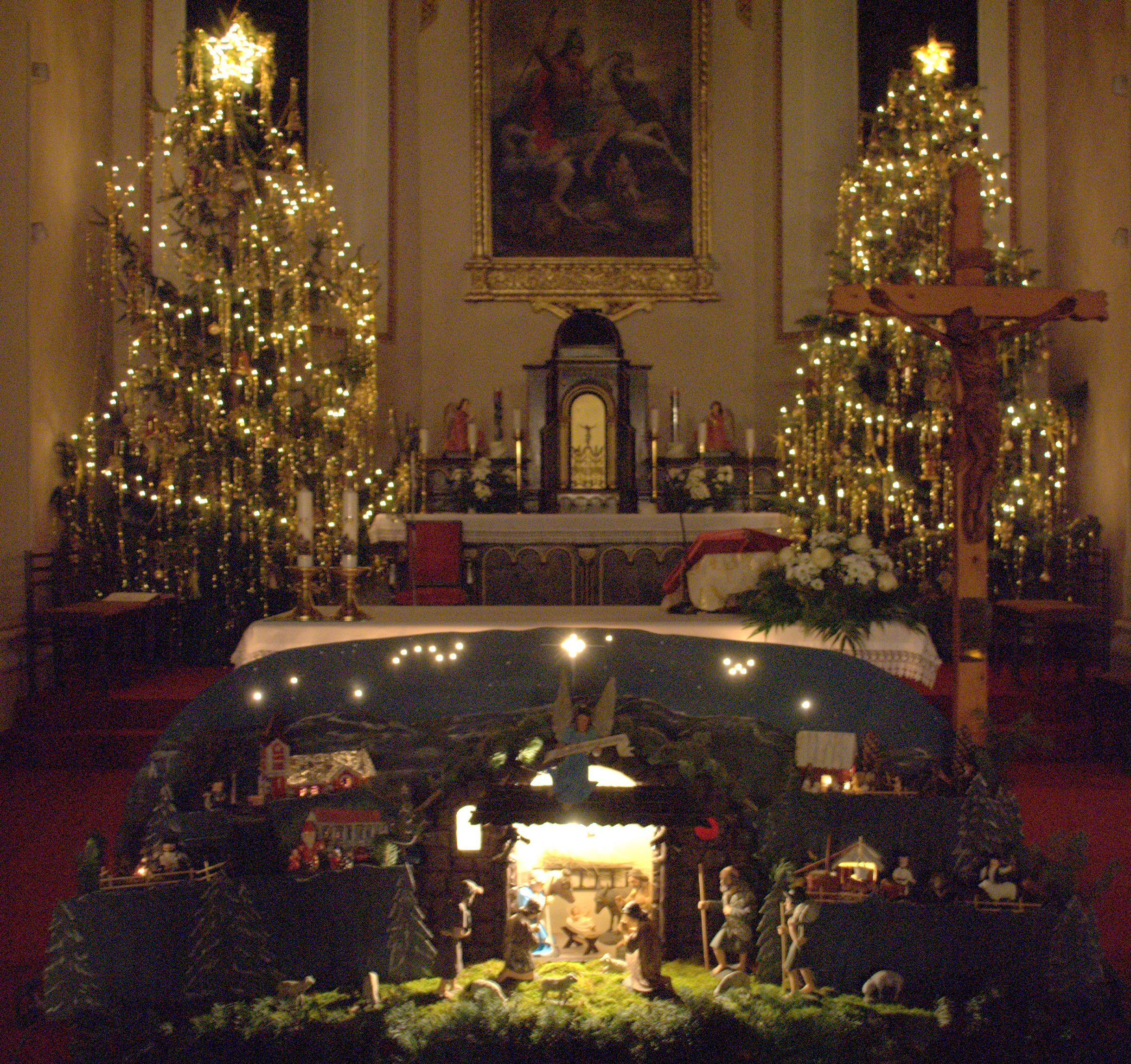
Noël 2014.

## Réveillon de Noël
Les croyants se réunissent le soir de Noël sur la place de la Mangeoire pour chanter des chants de Noël, en attendant la messe de minuit.
Selon le statu quo, la messe de Noël a lieu à des dates différentes pour les confessions occidentales et orientales :
L'Église grecque orthodoxe et l'Église arménienne observent liturgiquement le calendrier julien et célèbrent Noël le 25 décembre et le 6 janvier du calendrier julien, c'est-à-dire le 7 janvier et le 19 janvier du calendrier grégorien. Le Patriarcat latin de Jérusalem suit le calendrier grégorien moderne. L'exarchat catholique romain célèbre donc la nativité le 25 décembre.

## Galerie

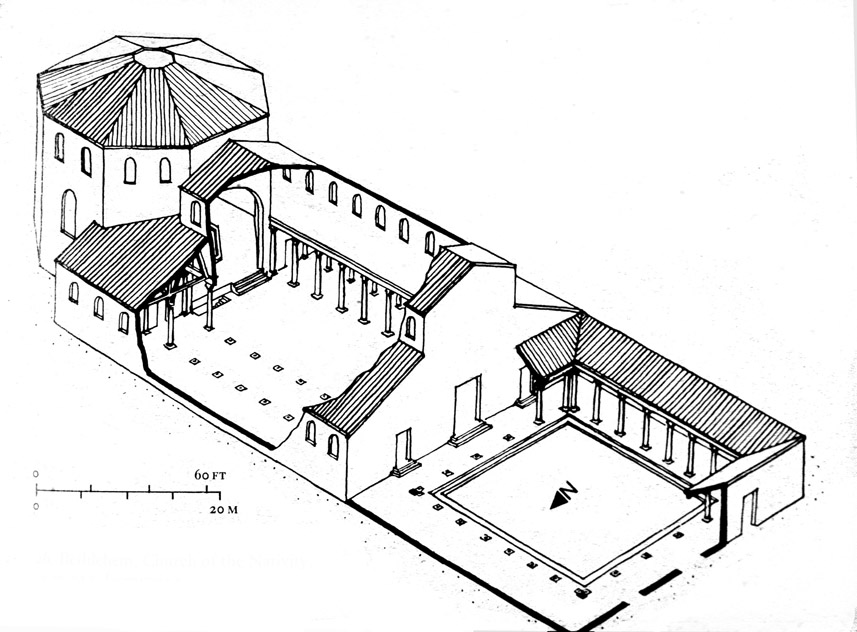
Reconstitution de l'église dans son état originel du IVe siècle.
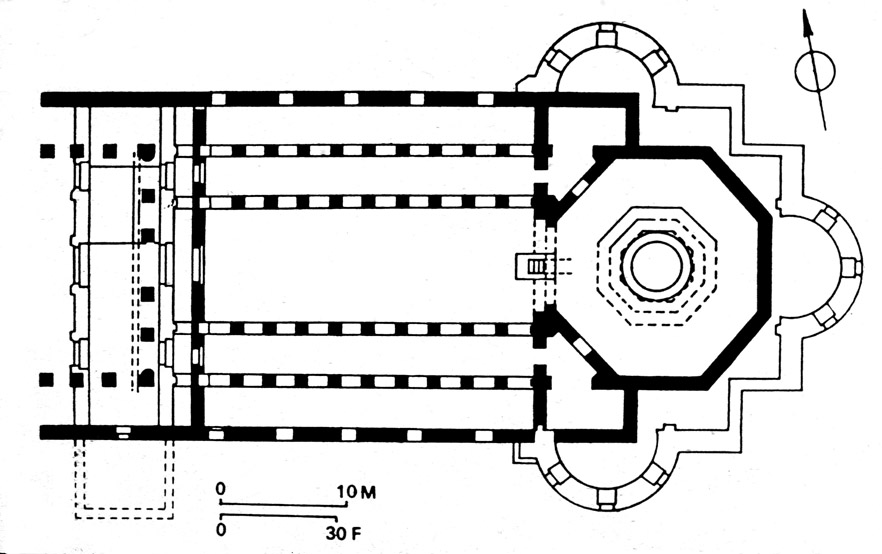
Plan de l'église originelle du IVe siècle (en noir plein) dans le plan actuel.
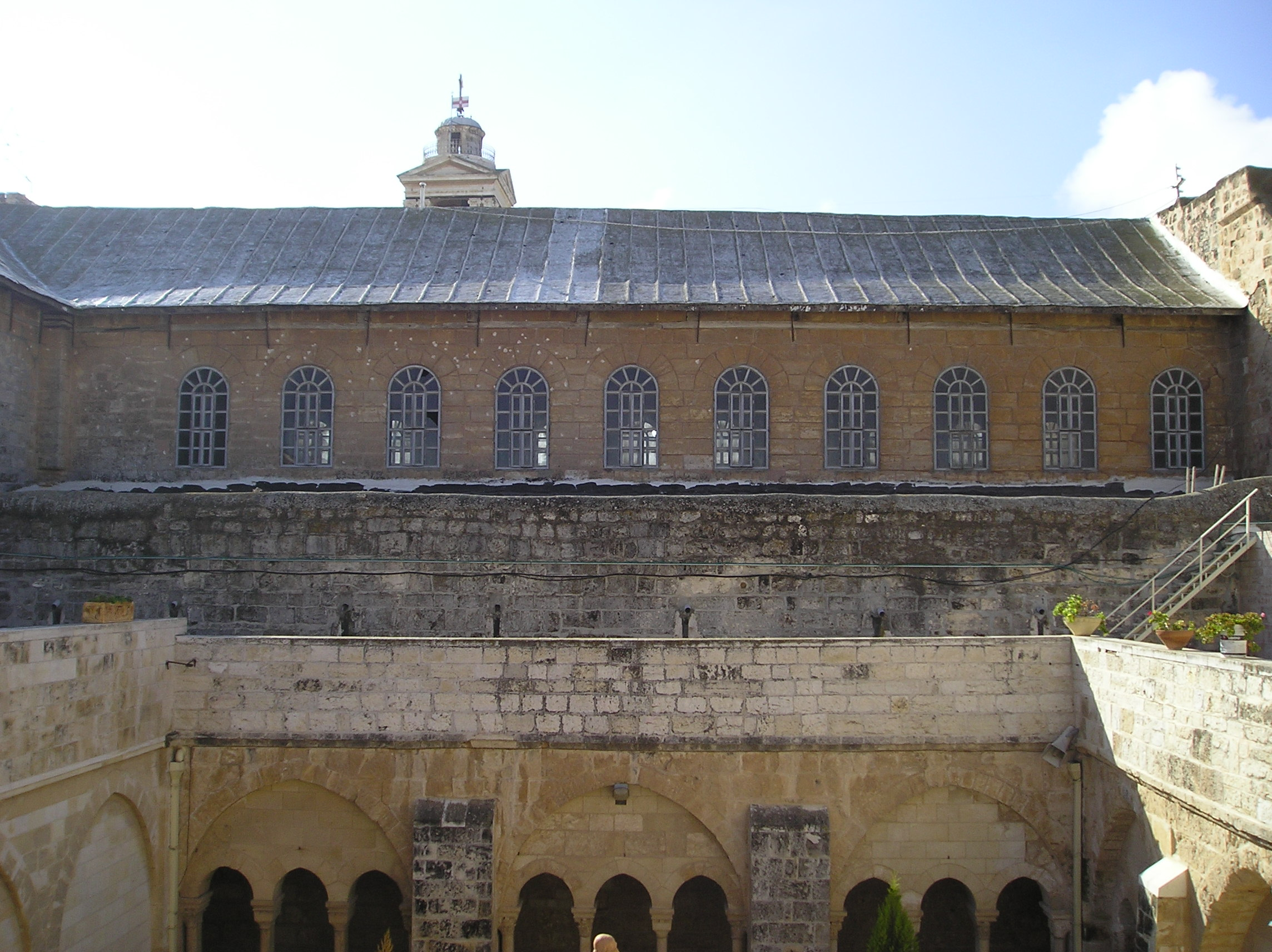
Les fenêtres hautes de la nef de la basilique, au dessus du cloitre médiéval.
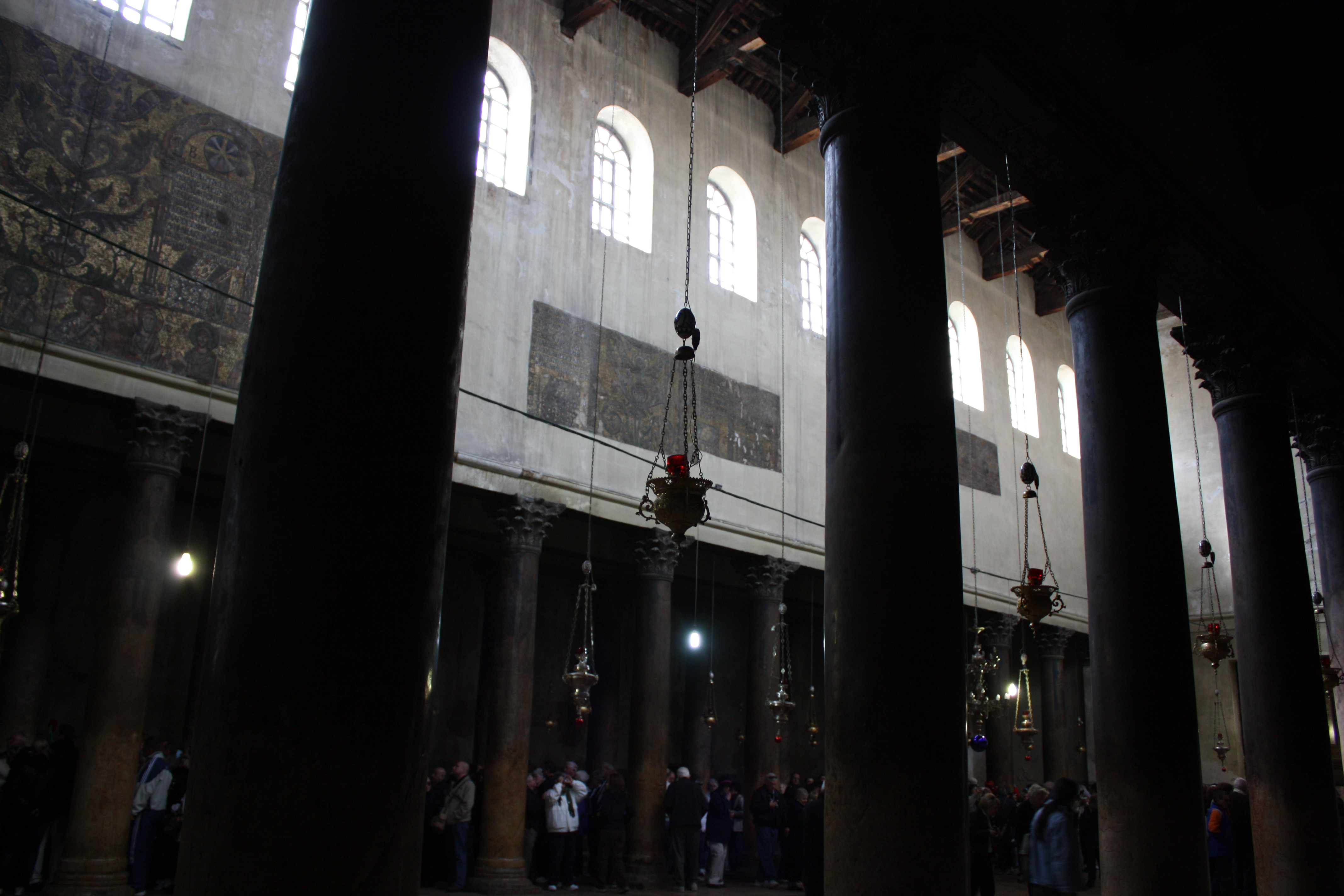
La nef avec sa claire-voie et ses restes de mosaïques à fond d'or sur les murs.
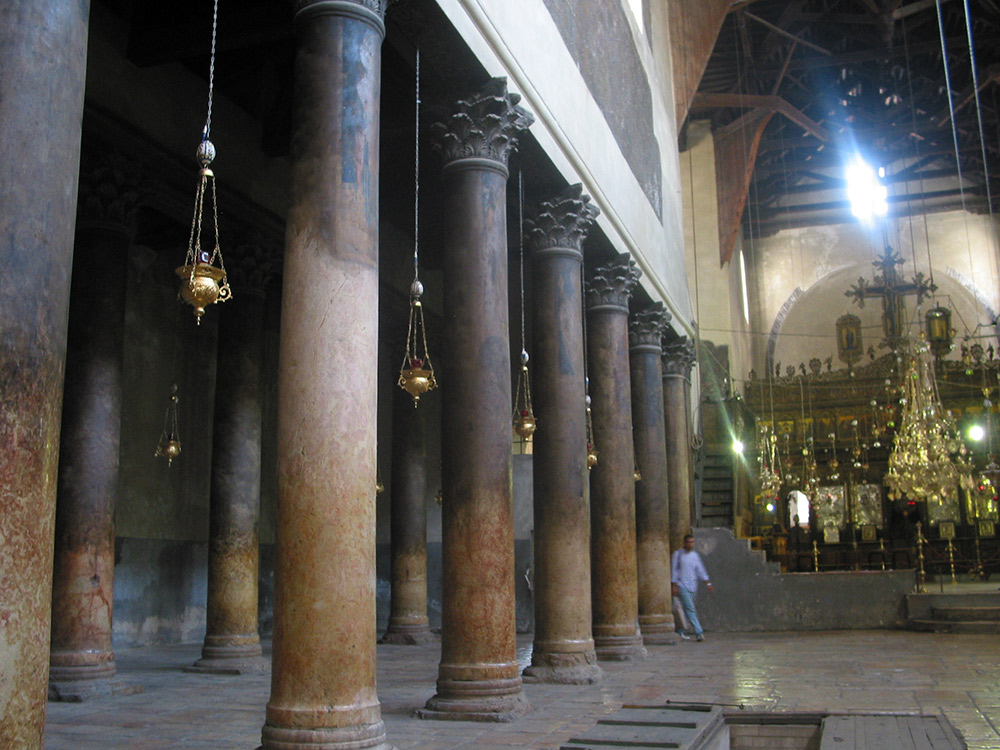
Colonnes antiques de la nef en marbre rose de Bethléem.
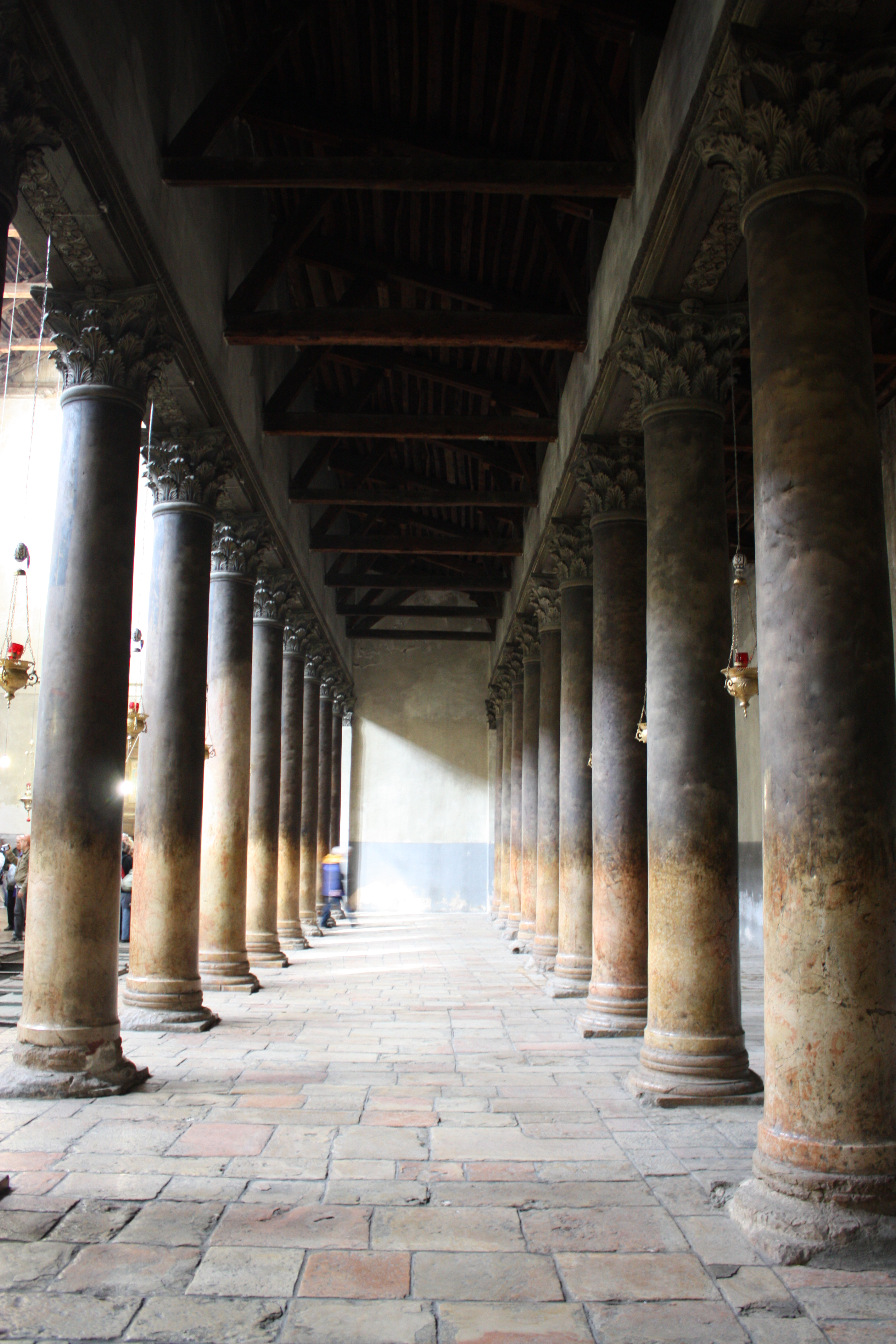
Entre les colonnades des collatéraux de la nef.
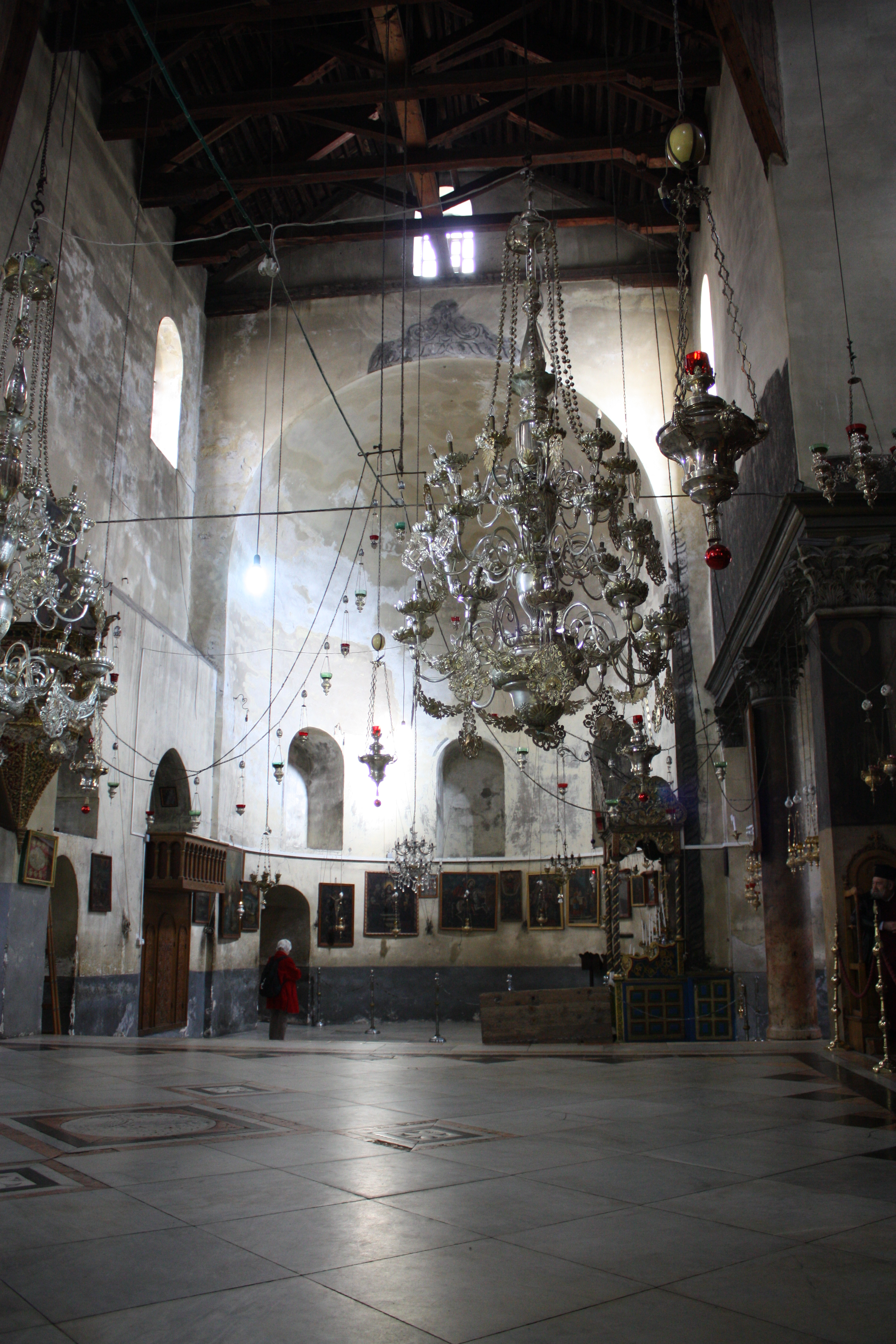
Abside.
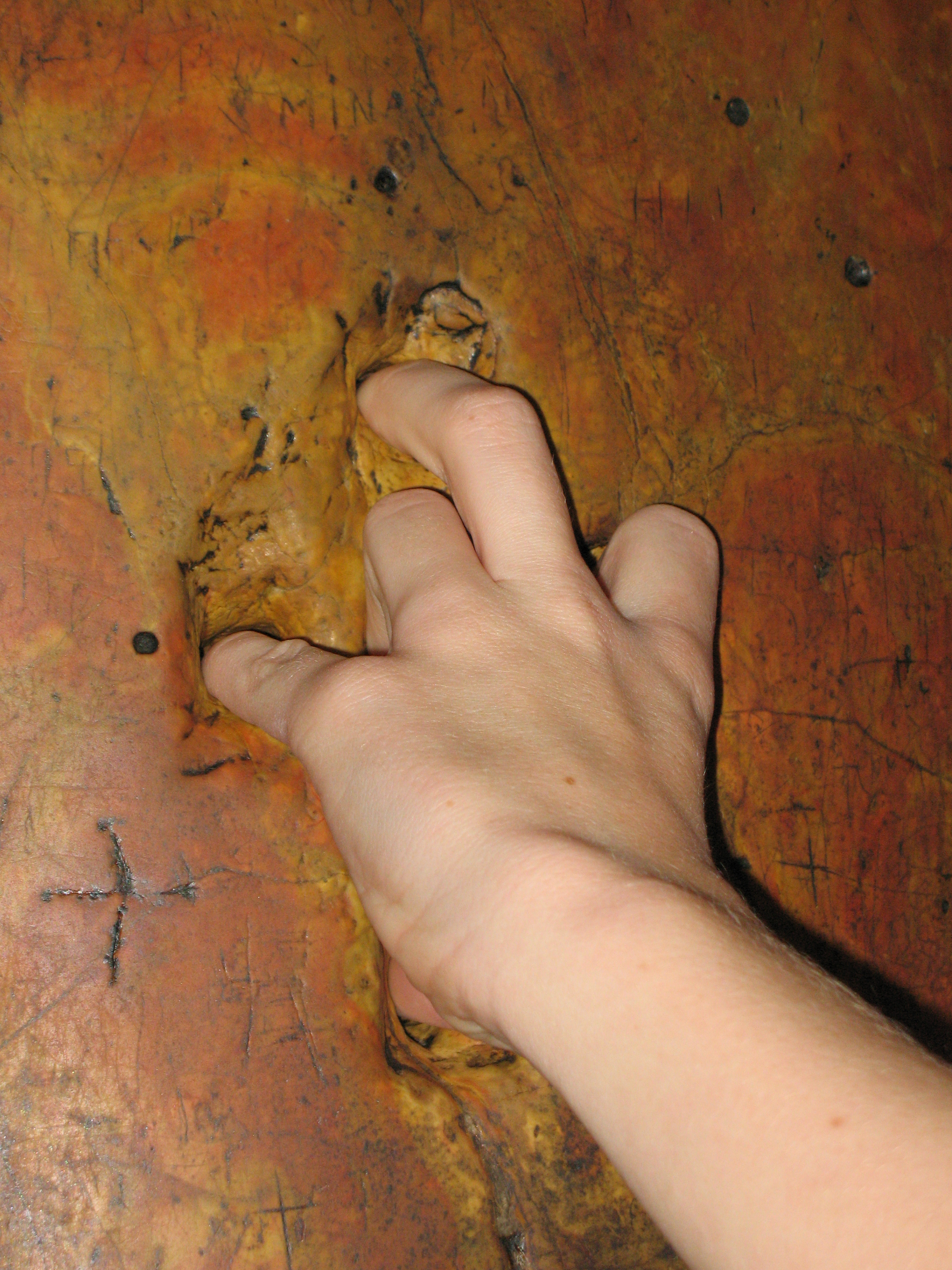
Tradition du signe de croix dans une colonne.
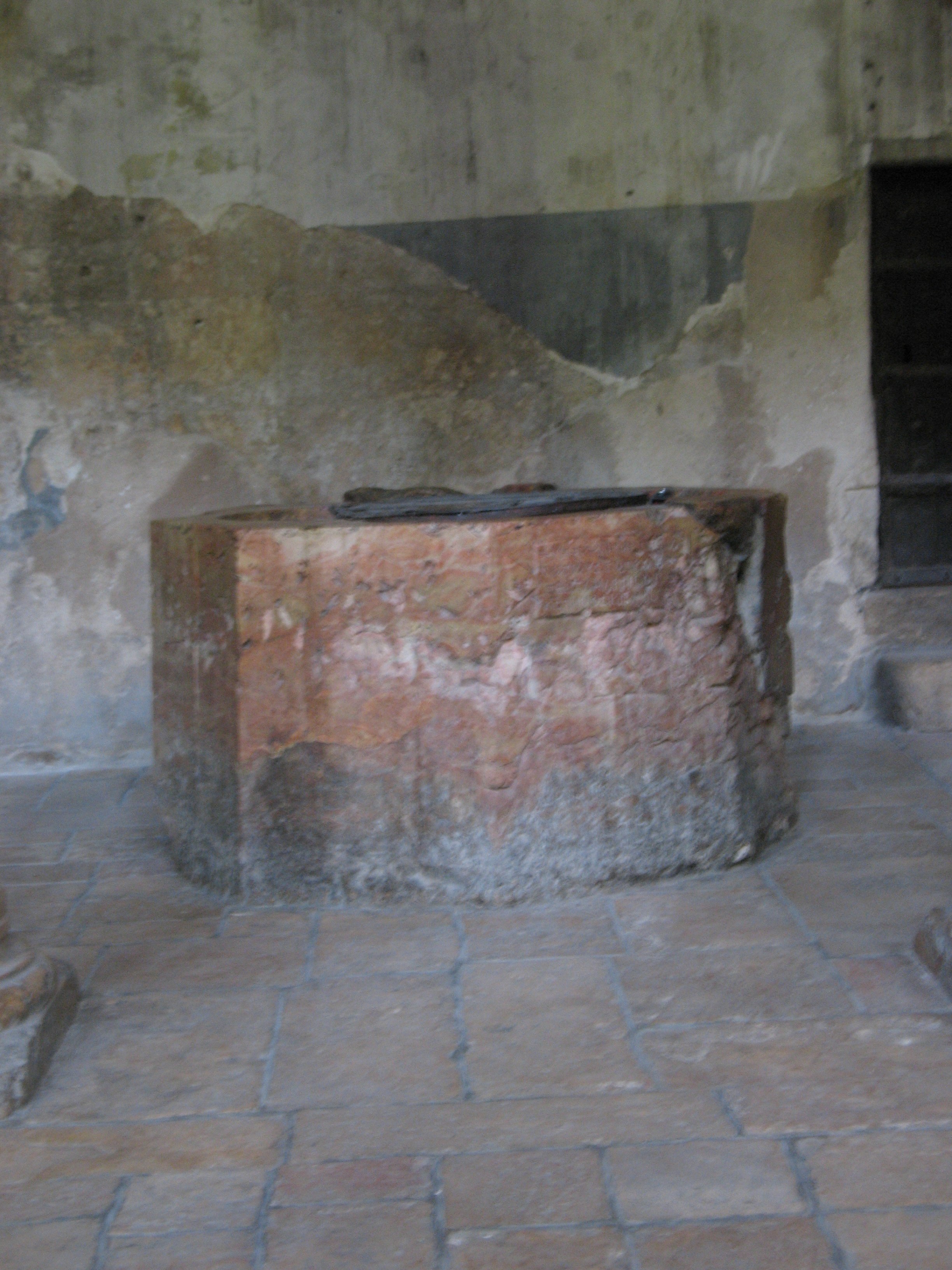
Fonts baptismaux qui datent de l'époque justinienne.
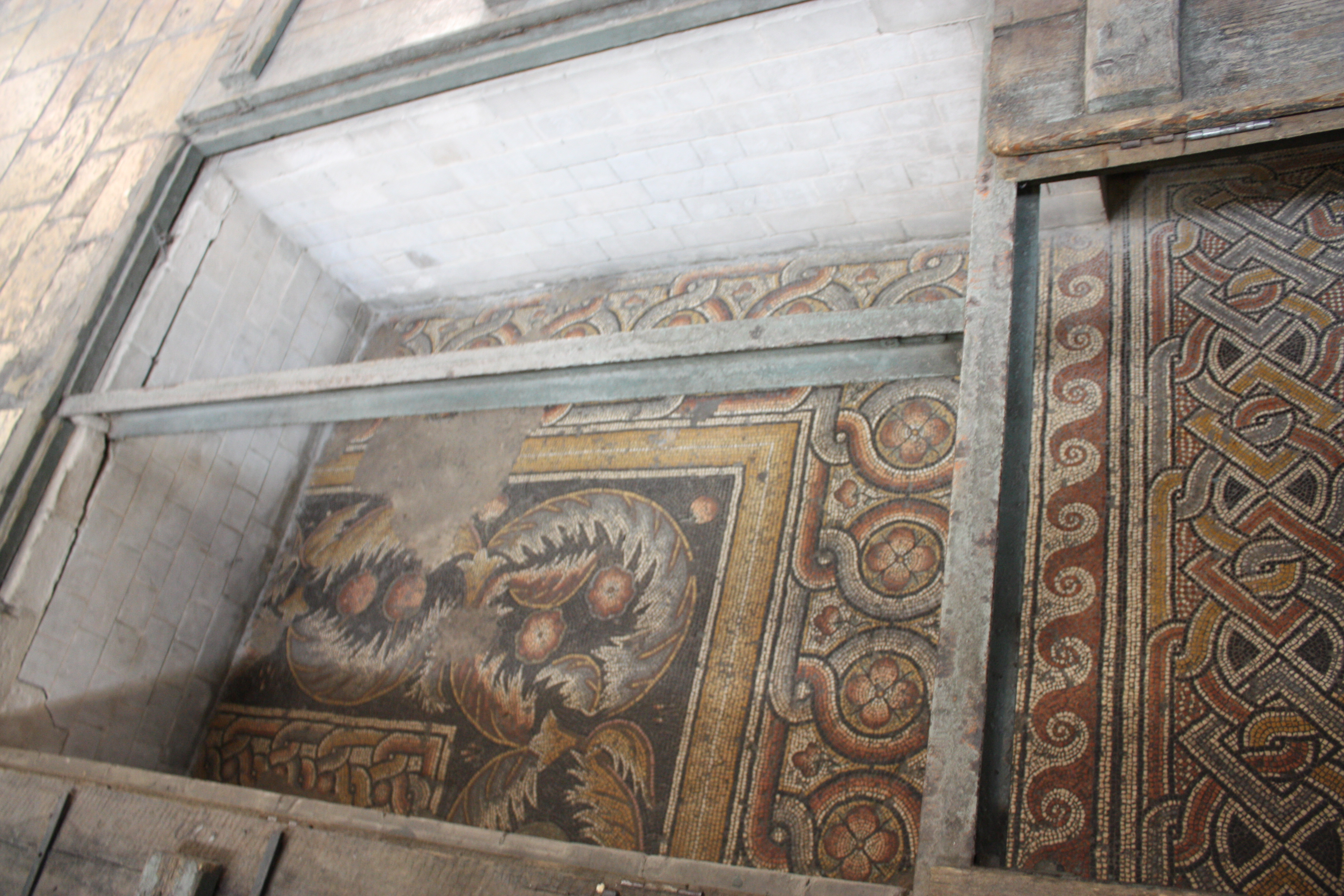
Mosaïques du sol du IVe siècle.
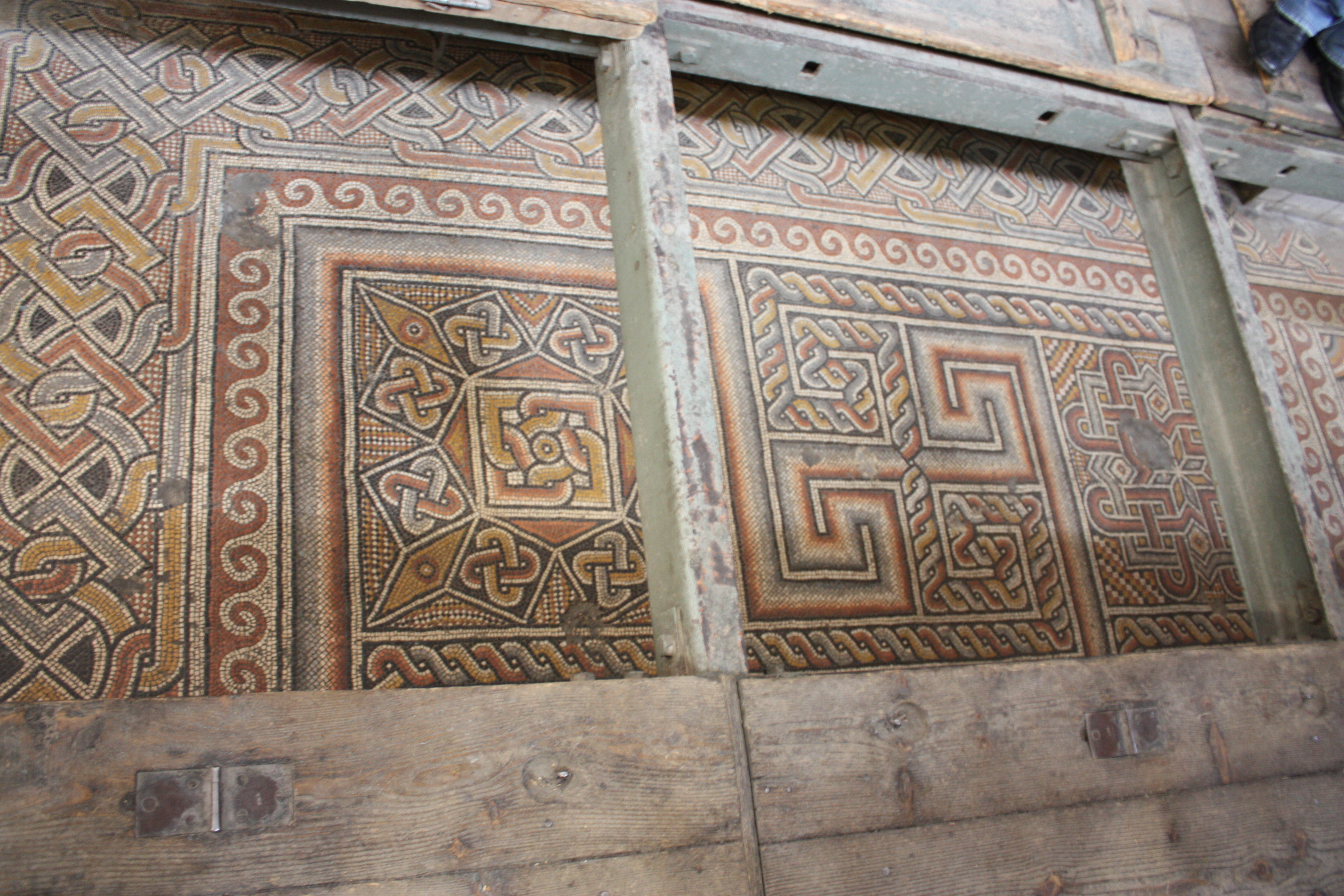
Mosaïques du sol du IVe siècle.
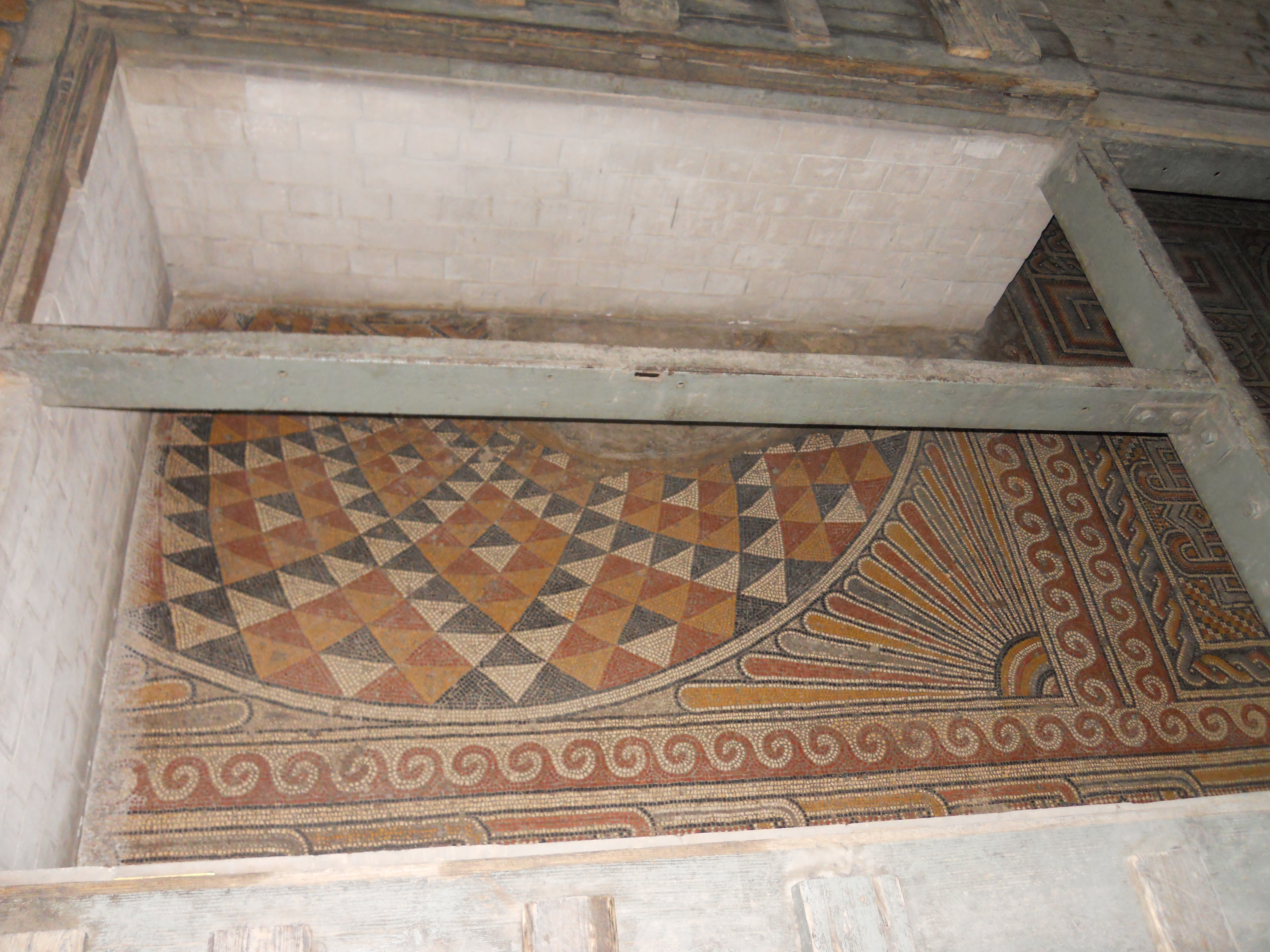
Mosaïques du sol du IVe siècle.
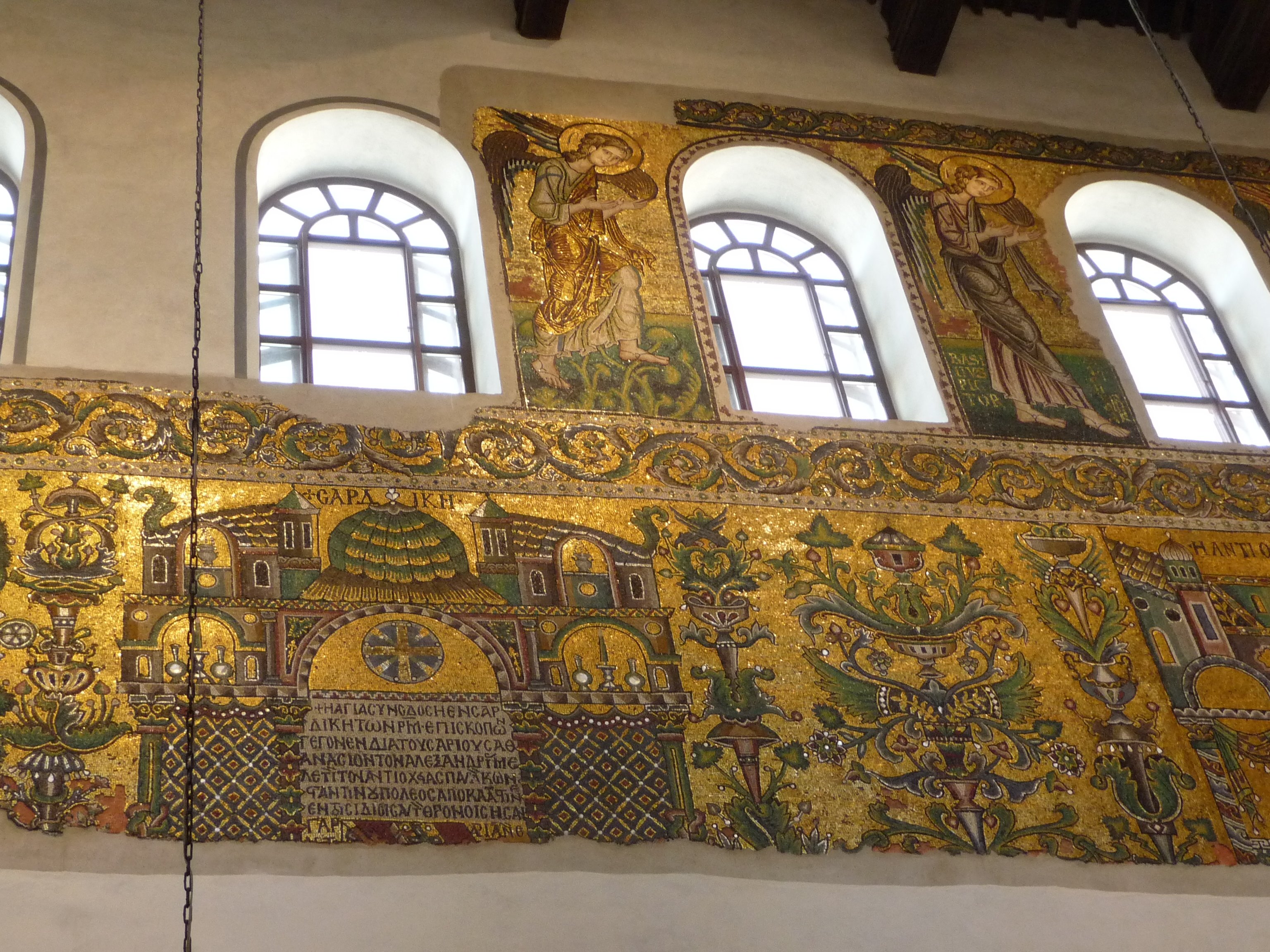
Une des mosaïques murales byzantines des VIIe – XIIe siècles, récemment restaurée.
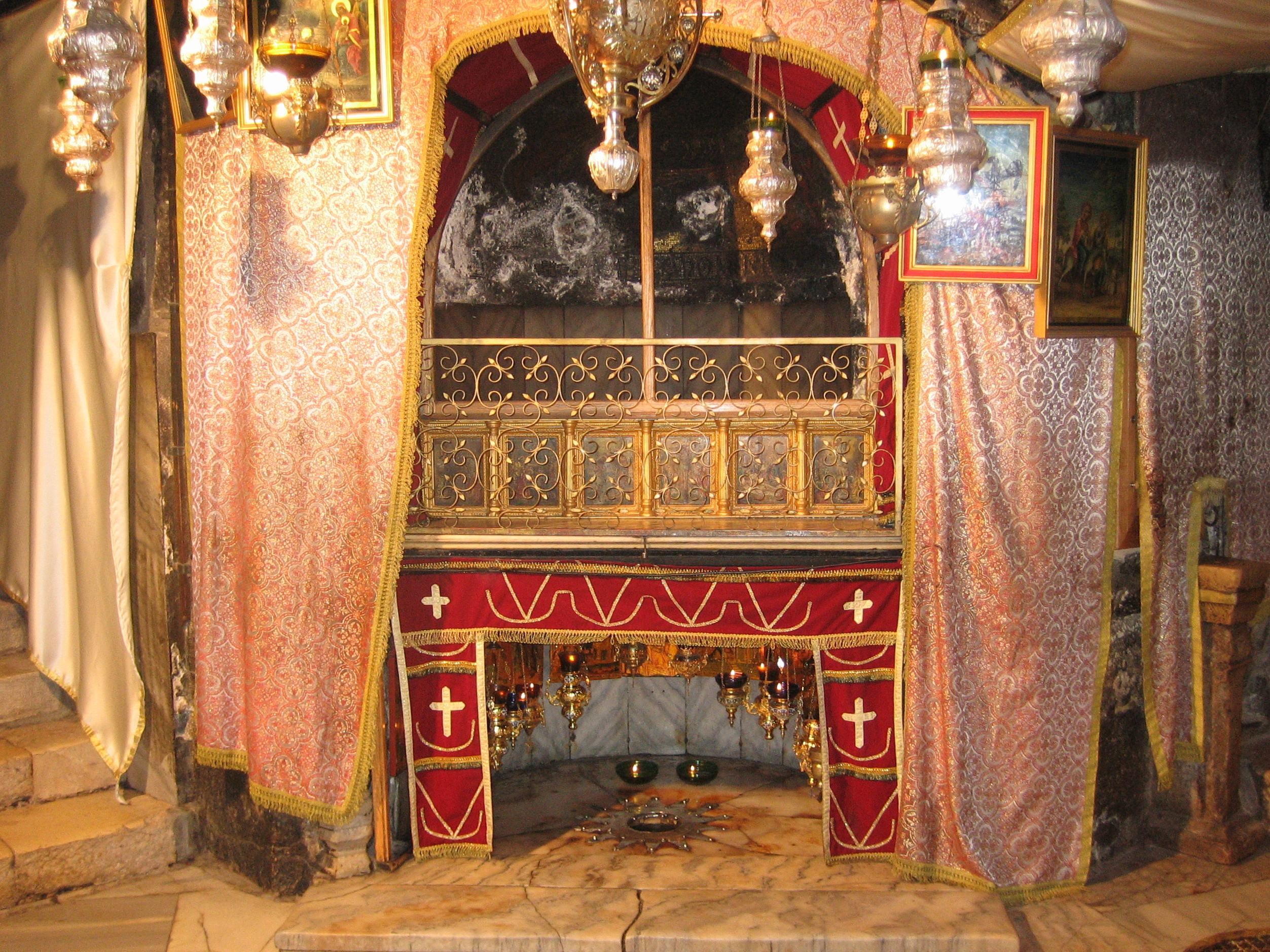
Autel de la Nativité.
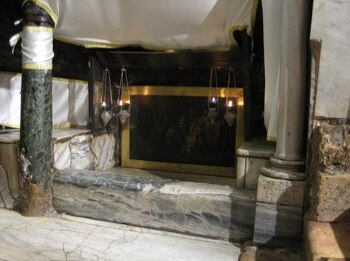
Autel de la Mangeoire.c